# Transtorno de personalidade borderline
Transtorno de personalidade limítrofe (TPL), perturbação borderline da personalidade (PBP) (português europeu) ou transtorno da personalidade borderline (TPB) (português brasileiro) é um padrão de comportamento anormal caracterizado por instabilidade nos relacionamentos interpessoais, instabilidade na imagem de si próprio e instabilidade emotiva. Em muitos casos observa-se comportamentos de risco e autolesão. A pessoa pode também debater-se com uma sensação de vazio e medo intenso de abandono emocional. Os sintomas podem ser desencadeados por eventos aparentemente normais. O comportamento tem geralmente início no começo da idade adulta e ocorre em diferentes contextos. Em muitos casos a condição está associada a outras perturbações, como abuso de substâncias, depressão e perturbações alimentares. Até 10% das pessoas afetadas morrem por suicídio.
Embora as causas de TPB não sejam totalmente aparentes, aparentam envolver fatores genéticos, ambientais, sociais e ao nível do cérebro. A condição é cinco vezes mais comum em pessoas com um parente próximo também com a condição. A ocorrência de adversidades na vida pessoal aparenta ter influência. O mecanismo subjacente aparenta envolver a rede fotolímica de neurónios. O Manual de Diagnóstico e Estatística das Perturbações Mentais (DSM) classifica a PBP como perturbação da personalidade, a par de outras nove perturbações do mesmo tipo. O diagnóstico tem por base os sintomas, podendo ser realizados outros exames para descartar outras causas. A condição deve ser diferenciada de uma perturbação de identidade ou perturbação por uso de substâncias, entre outras possibilidades.
A condição é geralmente tratada com psicoterapia, sobretudo terapia comportamental. A terapia comportamental dialética pode diminuir o risco de suicídio. A terapia pode ser individual ou em grupo. Embora os medicamentos não curem a PBP, podem ser usados para aliviar os sintomas associados. Alguns casos requerem tratamento hospitalar. Até metade das pessoas melhora no prazo de dez anos.
A condição afeta 1,6% em dado ano. O diagnóstico da condição é três vezes mais comum entre mulheres do que entre homens, e aparenta ser menos comum entre pessoas mais idosas. A doença tem um elevado custo económico. Existe atualmente um debate sobre a nomenclatura da condição, em particular sobre o uso do termo "borderline". A condição é muitas vezes estigmatizada tanto na comunicação social como na própria psiquiatria.

## História da noção de "estado‐limite"

### Psiquiatria
O surgimento dos termos data de 1884. Um psiquiatra, Charles H. Hughes descreve, do ponto de vista psiquiátrico, indivíduos cujos quadros oscilavam permanentemente entre os limites da demência (no sentido da época, i.e., psicose) e da normalidade. Em 1890, outro médico, Irving C. Rosse, busca evidências clínicas das "loucuras‐limite". Na França, no final do século XIX, Valentin Magnan, chefe do serviço de admissão do Hospital Sainte-Anne, descreve o "estado mental do degenerado", agrupando sob essa rubrica pacientes com "falta de equilíbrio das faculdades morais e intelectuais", cujo quadro se caracteriza pela oscilação contínua entre normalidade e patologia.
Contudo, esses autores não abordam o conceito moderno de transtorno de personalidade borderline. Esse só viria a ser formulado na década de 1940 no âmbito da discussão psicanalítica sobre o diagnóstico diferencial entre neurose e psicose.

### Psicanálise
O psiquiatra Henri Ey considera que "os estados-limite formam uma entidade descrita pelos psicanalistas".
Em 1932, o psicanalista Edward Glover menciona criticamente o termo em um artigo que relaciona borderline a dependências mediante um esquema:
“Eu representei os vícios como verdadeiros estados "borderline" no sentido de que têm um pé na psicose e o outro na neurose. Eles têm suas raízes em estados paranoides, embora ocasionalmente um elemento melancólico domine o quadro. No entanto, estão suficientemente do lado neurótico do desenvolvimento para manter uma relação com a realidade claramente adequada, com a importante exceção do relacionamento com as drogas, por trás do qual reside o mecanismo paranoide.”
Sigmund Freud, em Análise com fim e análise sem fim (1937), levantou a ideia de que todo neurótico possui um ego em parte psicótico. Outros autores desenvolveram a noção de fatores "esquizóides" presentes em várias patologias.
Em 1938, o psicanalista Adolph Stern retoma borderline, enfatizando a dos sujeitos, de baixa autoestima. Otto Fenichel ressaltou essa categoria. O termo reaparece em 1951 na Psychiatric Quarterly num artigo de Victor W. Eisenstein, e a partir daí sua difusão se amplia.
Em 1942, Helene Deutsch descreveu o tipo de personalidade as if, que antecipa muitas características dos borderlines: "[…] são casos nos quais a relação emocional do indivíduo com o mundo exterior e consigo mesmo aparece empobrecida ou ausente", estando "em relação íntima com a despersonalização". Segundo ela, mostram-se "externamente normais", mas carecem de autenticidade emocional, vivendo "vazios e entediantes" (aproximando-os dos transtornos depressivos). Em 1945, Otto Fenichel ratifica essa noção, apontando distúrbios de natureza psicótica em quadros não‐psicóticos.
Germaine Guex introduz a noção de neuróse de abandono (1950), depois síndrome de abandono, para crianças então denominadas "caracteriais". Essas crianças, geralmente vítimas de abandono precoce, manifestavam insegurança afetiva e necessidade insaciável de provas de amor para garantir segurança. "'O abandonado', escreveu ela, 'aspires to the feeling of fusion with another being (the mother) rather than to the feeling of relationship, which he cannot even conceive.'" Guex alerta que esses sujeitos toleram mal a cura analítica padrão, exigindo um dispositivo ajustado ao seu funcionamento. O paradoxo é que essa sede afetiva geralmente resulta em rejeições reais, pois a demanda oprime os objetos.
Em 1975, Otto F. Kernberg cunha o termo "organização‐limite" para patologias de caráter, com pobre modulação da raiva e clivagem que idealiza ou desvaloriza o outro. Essa organização‐limite assemelha‐se ao estado‐limite descrito pelos psicanalistas franceses. Para Herbert Rosenfeld, a lesão narcísica é central no diagnóstico e tratamento. Harold Searles considera que, em pacientes borderline, o ego funciona num modo autista.
Em 1975, Jean Bergeret propôs ligação entre patologias‐limite e depressão. Essa organização psíquica "entre duas águas" mostra que as teorias da neurose e da psicose não bastam, abrindo novos campos de estudo sobre narcisismo, percepção do tempo e natureza dos traumas.
É Otto Kernberg quem, em meados da década de 1970, apresenta o primeiro modelo coerente com certo consenso na psiquiatria. Ele descreve a personalidade borderline como marcada por uma relação de objeto internalizada distinta da dos psicóticos e dos neuróticos: no psicótico, as fronteiras entre pessoa e mundo externo são frágeis; no borderline, não há unidade entre as partes boas e más do Ego e do Objeto.
André Green ("O Conceito de Limite", 1976, em La Folie privée, 1990) propõe que "nessas patologias falta uma dupla fronteira, seja a barreira do sonho que separa o inconsciente do pré-consciente, seja a que delimita um dentro e um fora (área transicional). Os sujeitos borderline são vítimas de uma depressão primitiva, uma 'psicose branca' que torna impossível qualquer luto devido à não-simbolização da ausência."

#### Cura psicanalítica
Na psicanálise, segundo Roudinesco, admite-se geralmente que essa categoria —vasta e vaga— designa organizações na fronteira entre neuroses e psicoses, exigindo tratamentos psicanalíticos adaptados. Às vezes emprega-se a "cura tipo", mas com maior frequência um dispositivo ajustado de uma a quatro sessões semanais, geralmente presenciais. Esse arranjo passou a ser chamado de "psicoterapia psicanalítica", e autores como Otto F. Kernberg especificam-no para "estados-limite".

## Sinais e Sintomas
Os sintomas mais característicos de TPB são uma marcante sensibilidade a rejeição, pensar sobre e sentir medo de um possível abandono. Acima de tudo, as características do TPB incluem uma sensibilidade especialmente intensa nas relações com outras pessoas, dificuldade em regular emoções e impulsividade. Outros sintomas podem incluir sentimentos de insegurança quanto a autoidentidade e valores pessoais, ter pensamentos paranoicos quando estressado e dissociação grave.

### Emoções
Pessoas com TPB sentem emoções com mais facilidade, maior profundidade e por mais tempo que as outras. As emoções podem ressurgir repetidamente e persistir por longos períodos de tempo. Consequentemente, pode demorar mais do que o normal para uma pessoa com TPB voltar a um estado emocional estável após uma experiência emocional intensa.
Na opinião de Marsha Linehan, a sensibilidade, intensidade e duração com a qual as pessoas com TPB experimentam as emoções tem tanto aspectos positivos quanto negativos.Pessoas com TPB são excepcionalmente idealistas, alegres e amorosas. Entretanto elas podem se sentir sufocadas por emoções negativas, experimentando intenso luto em vez de tristeza, vergonha e humilhação em vez de leve constrangimento, ódio em vez de irritação e pânico em vez de nervosismo. Pessoas com TPB são especialmente sensíveis aos sentimentos de rejeição, isolamento e sensação de fracasso. Seus esforços para conter ou escapar de suas intensas emoções negativas podem levar a  automutilação ou comportamento suicida antes que aprendam outras  estratégias de enfrentamento. Em geral eles têm consciência da intensidade de suas emoções negativas e, uma vez que não são capazes de controlá-las, se desligam delas inteiramente. Isso pode ser danoso para as pessoas com TPB, já que emoções negativas nos alertam para a presença de situações problemáticas e estimulam seu enfrentamento.
Apesar de as pessoas com TPB sentirem intensa alegria, elas são especialmente suscetíveis a disforia, ou sofrimento mental e emocional. Zanari et al. reconhece quatro categorias de disforia que são típicas deste transtorno: emoções extremas; destrutividade ou autodestrutividade; sentimento de identidade fragmentada ou ausente; e sentimento de vitimização. Dentro destas categorias, um diagnóstico de TPB é fortemente associado com uma combinação de três estados específicos: 1) se sentir traído, 2) sentir vontade de se machucar e 3) se sentir fora de controle. Uma vez que há uma grande variedade nos tipos de disforia que as pessoas com TPB experimentam, a amplitude do sofrimento é um indicador auxiliar do transtorno de personalidade borderline.
Além das emoções intensas, pessoas com TPB experimentam instabilidade emocional. Embora a expressão possa sugerir uma rápida mudança entre depressão e exaltação, as oscilações de humor nas pessoas com esta condição na verdade ocorrem mais frequentemente entre a raiva e a ansiedade e entre depressão e ansiedade.

### Comportamento
Comportamento impulsivo é comum, incluindo: abuso de substâncias e alcoolismo, transtorno alimentar, sexo de risco ou indiscriminado com múltiplos parceiros, gastar dinheiro e dirigir imprudentemente.
Comportamento impulsivo também pode incluir abandonar empregos e relacionamentos, fugir e se automutilar.
Pessoas com TPB agem impulsivamente pois isso lhes dá alívio imediato de sua dor emocional. Entretanto, a longo prazo, as pessoas com TPB sofrem de uma crescente vergonha e culpa que seguem esse tipo de ação. Normalmente um ciclo se inicia, no qual a pessoa com TPB sente dor emocional, se engajam em um comportamento impulsivo para aliviarem a dor, sentem vergonha e culpa por suas ações, sentem dor emocional por conta dos sentimentos de vergonha e culpa e então experimentam uma maior compulsão por se engajar em um comportamento impulsivo para aliviar a nova dor. Conforme o tempo passa, o comportamento impulsivo pode se tornar uma resposta automática diante a dor emocional.

### Automutilação e suicídio
Automutilação e comportamento suicida são um dos critérios de diagnóstico centrais no DSM-IV. A gestão e recuperação destes comportamentos pode ser complexo e desafiador. A incidência de suicídios entre pessoas com TPB é entre 3% e 10% ao longo da vida. Há evidências de que homens diagnosticados com TPB tem aproximadamente o dobro de probabilidade de cometerem suicídio em relação as mulheres diagnosticadas com TPB Também há evidências que uma percentagem considerável de homens que cometem suicídio podem ter TPB não diagnosticada.
Automutilação é comum  e pode ocorrer com ou sem intenção suicida. As razões apresentadas para a automutilação não suicida diferem das razões para tentativas de suicídio. As razões para a automutilação não suicida incluem expressar raiva, autopunição, voltar ao normal (geralmente em resposta a dissociação) e distrair-se da dor emocional ou de circunstâncias difíceis. Em contraste com isso, as tentativas de suicídio tipicamente refletem uma crença de que as vidas das outras pessoas vão melhorar depois do suicídio. Ambas automutilações, suicidas e não suicidas, são uma resposta ao sentirem emoções negativas.
Abuso sexual, em particular, pode ser um gatilho para comportamento suicida em adolescentes com TPB.

### Relacionamentos interpessoais
Pessoas com TPB podem ser muito sensíveis ao modo como outros a tratam, sentindo intensa alegria e gratidão  diante do que percebem como expressões de bondade, e intensa tristeza e raiva ao que entendem como uma crítica ou ofensa. Seus sentimentos a respeito dos outros normalmente alternam entre o positivo e o negativo após uma decepção, o que entendem como uma ameaça de se perder alguém ou de perder a estima que alguém importante tenha por eles. Este fenômeno, as vezes chamado de clivagem ou pensamento preto-e-branco, inclui a mudança entre idealização de outra pessoa (sentimento de amor e admiração) e desvalorização (sentimento de raiva ou antipatia). Combinado com os distúrbios do humor, idealização e desvalorização podem minar relacionamentos com a família, amigos e colegas de trabalho. A autoimagem também pode mudar rapidamente do positivo para o negativo.
Embora desejando fortemente a intimidade, as pessoas com TPB tendem a ser inseguras, esquivas ou ambivalentes, ou terrivelmente preocupadas com padrões de apego em relacionamentos e muitas vezes veem o mundo como perigoso e mau. O TPB está ligado ao aumento dos níveis de estresse crônico e aos conflitos nos relacionamentos amorosos, diminuição da satisfação dos parceiros românticos, abuso doméstico e gravidez indesejada. No entanto, estes fatores parecem estar ligados aos transtornos de personalidade em geral.
Manipulação psicológica para obter carinho é considerada uma característica comum de TPB por muitos que tratam o transtorno, bem como pelo DSM-IV. No entanto, alguns profissionais de saúde mental advertem que uma ênfase excessiva e uma definição muito ampla de manipulação pode levar a mal-entendidos e tratamento preconceituoso das pessoas com TPB dentro do sistema de saúde.

### Autoimagem
As pessoas com TPB tendem a ter dificuldade em ver uma imagem clara de sua própria identidade. Em particular, eles tendem a ter dificuldade em saber o que valorizam e apreciam. São muitas vezes inseguros sobre suas metas de longo prazo quanto a relações e empregos. Essa dificuldade de saber quem eles são e o que eles valorizam pode levar as pessoas com TPB a experimentar uma sensação de "vazio" e "perda".

### Pensamentos
As intensas emoções, muitas vezes vividas por pessoas com TPB podem dificultar-lhes o controle sobre seu foco de atenção - elas têm dificuldade em se concentrar. Além disso, as pessoas com TPB podem tender a dissociar o que pode ser entendido como uma forma intensa de "viagem", a pessoa fica perdida em seus próprios pensamentos como se houvesse se drogado.  A dissociação ocorre frequentemente em resposta ao experimentar um acontecimento doloroso (ou experimentar algo que desencadeia a memória de um acontecimento doloroso). A mente redireciona automaticamente a atenção para longe do tal evento doloroso, supostamente para se proteger do enfrentar duma emoção intensa e seus comportamentos impulsivos indesejados que tal emoção poderiam desencadear. Embora o hábito de bloquear intensas emoções dolorosas da mente possa proporcionar um alívio temporário, também pode ter o efeito colateral indesejado de bloquear ou embotar a experiência de emoções comuns, reduzindo assim o acesso das pessoas com TPB às informações contidas nessas emoções que as ajudariam a guiar de modo eficaz a tomada de decisões na vida diária. Às vezes, é possível para outra pessoa perceber quando alguém com TPB está dissociando, pois suas expressões faciais e vocais podem tornar-se vazias ou sem expressão, ou elas podem parecer distraídas, mas em outros momentos, a dissociação pode ser pouco perceptível.

## Causas
Assim como as causas de outros transtornos mentais, as causas do TPB são complexas e não há consenso a seu respeito. Evidências sugerem que o TPB e o Estresse pós-traumático podem estar relacionados de algum modo. A maioria dos pesquisadores concorda que um trauma na infância pode ser um fator que contribui para o desenvolvimento do transtorno, mas menos atenção tem sido historicamente devotada a investigação dos papéis de causalidade desempenhados por anormalidades cerebrais congênitas, genéticas, fatores neurobiológicos e fatores ambientais que não o trauma. Fatores sociais incluem como uma pessoa interage, em seu desenvolvimento infantil, com sua família, amigos e outras crianças. Fatores psicológicos incluem a personalidade e temperamento do indivíduo, moldados pelo seu ambiente e os mecanismos de enfrentamento aprendidos para lidar com o estresse. Esses fatores diferentes combinados sugerem que há múltiplos fatores que podem contribuir com o transtorno.

### Genética
A herdabilidade do TPB é estimada em 65%. Ou seja, 65% da variabilidade nos sintomas entre indivíduos diferentes com TPB pode ser explicada por diferenças genéticas. (Note que isso é diferente de dizer que 65% do TPB é "causado" por genes.) Estudos com gêmeos podem superestimar o efeito dos genes na variabilidade dos transtornos de personalidade devido a fatores complicadores como um ambiente familiar compartilhado.
Estudos com gêmeos, irmãos ou outros familiares indicam herdabilidade parcial para agressão impulsiva, mas estudos de genes relacionados a serotonina sugerem apenas modestas contribuições para o comportamento.
Famílias com gêmeos na Holanda participaram de um estudo em andamento feito por Trull e seus colegas, no qual 711 pares de irmãos e 561 pais foram examinados para identificar a localização dos traços genéticos que influenciam o desenvolvimento de TPB. Colaboradores da pesquisa descobriram que o material genético no cromossomo nove estava ligado com características do TPB. Estudos concluíram que 42% da variação no TPB é atribuível a influência genética e 58% era atribuível a influências ambientais.
Genes atualmente sob investigação incluem o polimorfismo de 7 repetições do receptor de dopamina D4 (DRD4), que foi relacionado ao apego desorganizado, apesar do efeito combinado do polimorfismo de 7 repetições e do genótipo 10/10 de transportador de dopamina (DAT) ter sido relacionado a anormalidades no controle inibitório, ambos características notadas no TPB.

### Anomalias cerebrais
Alguns estudos de neuroimagem sobre TPB divulgaram descobertas de redução em regiões do cérebro envolvidas na regulação da resposta ao estresse e emoções, afetando o hipocampo, o cortex orbitofrontal e a amídala, entre outras áreas. Um número menor de estudos tem usado ressonância magnética espectroscópica para explorar mudanças nas concentrações de neurometabólitos em certas regiões cerebrais de pacientes com TPB, procurando especificamente por neurometabólitos como a N-acetilaspartato, creatina, compostos relacionados aos glutamatos e compostos contendo colina.

#### Hipocampo
O hipocampo tende a ser menor em pessoas com TPB, assim como em pessoas com Estresse pós-traumático. Entretanto, no TPB, ao contrário do Estresse pós-traumático, a amídala também tende a ser menor.

#### Amídala
As amídalas são menores e mais ativas em pessoas com TPB.Amídalas com volume reduzido também foram encontradas em pessoas com Transtorno obsessivo compulsivo. Um estudo descobriu uma atividade incomum na amídala esquerda de pessoas com TPB quando eles experimentam ou veem sinais de emoções negativas. Uma vez que as amídalas são a principal estrutura envolvida na geração de emoções negativas, essa atividade incomumente forte pode explicar a intensidade e longevidade do medo, tristeza, raiva e vergonha experimentadas por pessoas com TPB, assim como suas elevadas sensibilidades diante de demonstrações destas emoções por outras pessoas.

#### Córtex pré-frontal
O córtex pré-frontal tende a ser menos ativo em pessoas com TPB, especialmente quando relembram de memórias de abandono. Essa inatividade relativa ocorre no córtex anterior cingulado (áreas de Brodmann 24 e 32. Dado o seu papel na regulação da excitação emocional, a relativa inatividade do córtex pré-frontal pode explicar a dificuldade que pessoas com TPB tem em regular suas emoções e respostas ao estress.

#### Eixo Hipotálamo-hipófise-suprarrenal
O eixo Hipotálamo-hipófise-suprarrenal (eixo HHS) regula a produção de cortisol, que é liberado em resposta ao estress. A produção de cortisol tende a ser elevada em pessoas com TPB, indicando um eixo HHS hiperativo nesses indivíduos. Isso faz com que eles experimentem uma maior resposta biológica ao estress, o que pode explicar sua maior vulnerabilidade a irritabilidade. Já que eventos traumáticos podem aumentar a produção de cortisol e atividade do eixo HHS, uma possibilidade é que a prevalência de atividade acima da média do eixo HHS em pessoas com TPB pode simplesmente ser um reflexo da prevalência acima da média de traumas de infância e de eventos de amadurecimento entre essas pessoas. Outra possibilidade é que, por ter sua sensibilidade a eventos traumáticos e produção de cortisol aumentada, as pessoas com TPB estariam predispostas a experimentar eventos estressantes de suas infâncias e amadurecimento como traumáticos.
A produção aumentada de cortisol também está associada com um maior risco de comportamento suicida.

### Fatores Neurobiológicos

#### Estrogênio
Diferenças individuais nos ciclos de estrogênio das mulheres pode estar associado a expressão de sintomas de TPB em pacientes do sexo feminino. Um estudo de 2003 descobriu que os sintomas de mulheres com TPB eram antecedidos por mudanças nos níveis de estrogênio ao longo de seus ciclos menstruais, um efeito que permaneceu significativo mesmo depois que o aumento geral de afetos negativos foram descontados dos resultados.
Sintomas experimentados devido às alterações dos níveis de estrogênio podem ser mal diagnosticados como TPB, como alterações de humor extremas e depressão. Como a endometriose é uma doença influenciada pelo estrogênio, TPM e Transtorno disfórico pré-menstrual graves são observados, estes são ambos físicos e psicológicos em suas naturezas. Transtornos do humor influenciados por hormônios, também chamados de depressão reprodutiva, são esperados que acabem somente com a menopausa ou após uma histerectomia. Episódios psicóticos tratados com estrogênio em mulheres com TPB mostraram significativa melhora porém não devem ser prescrevidos àquelas com endometriose, pois isso agrava suas condições endócrinas. Drogas estabilizadoras do humor, usadas no tratamento do transtorno bipolar, não ajudam pacientes com níveis de estrogênio alterados. Um diagnóstico correto entre transtorno endócrino ou psiquiátrico precisa ser feito.[carece de fontes?]

### Experiências adversas na infância
Há uma forte correlação entre abuso infantil, especialmente abuso sexual infantil e o desenvolvimento de TPB. Muitos indivíduos com TPB reportam um histórico de abuso e negligência quando crianças. Pacientes com TPB são significativamente mais propensos a reportarem abuso verbal, emocional, físico ou sexual por seus cuidadores de ambos os sexos. Eles também reportam uma alta incidência de incesto e perda de cuidadores na infância.
Indivíduos com TPB também são mais propensos a reportarem que os cuidadores de ambos os sexos negavam validação de seus pensamentos e sentimentos. Os pais também foram reportados por terem falhado em prover a proteção necessária e por terem negligenciado os cuidados físicos com suas crianças. Pais de ambos os sexos são comumente culpados de ausência emocional diante da criança e por tratar dos menores de maneira inconsistente. As demais, mulheres com TPB que reportam um histórico de negligência por parte de sua mães e, em geral, abuso por parte dos pais e parentes, são significativamente mais propensas a reportarem abuso por terceiros, aos quais não possuem qualquer grau de parentesco.
Já foi sugerido que crianças que passaram por maus-tratos crônicos e por dificuldades afetivas podem desenvolver o transtorno de personalidade borderline.
Entretanto, nenhum desses estudos apresentou evidências de que trauma infantil necessariamente causa ou contribui para causar TPB. Ao invés disso, ambos o trauma e o TPB podem ser causados por um terceiro fator. Por exemplo, pode acontecer de muitos pais que tendem a expor as crianças a experiências traumáticas o fazem parcialmente por conta de seus próprios transtornos de personalidade herdados, a predisposição genética para tanto pode ser passada para seus filhos, que desenvolvem TPB como resultado desta predisposição e de outros fatores, e não como resultado de um maltrato anterior.

### Outros fatores que contribuem para o desenvolvimento
A intensidade e reatividade da afetividade negativa de uma pessoa, ou a tendência para sentir emoções negativas, é um indicador de sintomas de TPB mais forte do que o abuso sexual infantil. Essa descoberta, as diferenças em estruturas cerebrais (veja anomalias cerebrais) e o fato de alguns pacientes com TPB não reportarem uma história traumática, sugerem que o TPB é diferente do Estresse pós-traumático, que frequentemente o acompanha. Assim, pesquisadores cogitam outra causa para o desenvolvimento, além do trauma infantil.
Pesquisas mais recentes publicadas em janeiro de 2013, pelo Dr Anthony Ruocco da Universidade de Toronto, destacaram dois padrões de atividade cerebral que podem fundamentar a desregulação de emoções característica deste transtorno; lá foram descritas atividades aumentadas nos circuitos cerebrais responsáveis pela experiência de emoções negativas exacerbadas, combinado com a ativação reduzida dos circuitos cerebrais que normalmente regulam ou suprimem essas emoções negativas geradas. Essas duas redes neurais são vistas como estando em operação disfuncional na região frontolímbica mas as regiões específicas variam muito em cada indivíduo, o que demanda novas pesquisas utilizando a técnica da neuroimagem. Além disso, destoando de estudos anteriores, pessoas com TPB demonstraram menor ativação da amídala em situações de emocionalidade do que em grupos de controle. O Dr. John Krystal, editor do Biological Psychiatry, acrescentou que: "Esse novo estudo corrobora com a impressão de que pessoas com transtorno de personalidade borderline são 'enganadas' por seus cérebros para terem vidas emocionais tempestuosas, embora não necessariamente tenham que levar vidas infelizes e improdutivas,"
Escrevendo sobre tradição psicanalítica, Otto Kernberg argumenta que a falha da criança em alcançar o que ele chamou de clarificação psíquica de si e do outro poderia aumentar o risco de desenvolver transtorno de personalidade borderline.
A inabilidade da criança em tolerar a gratificação adiada aos 4 anos não predispõe desenvolvimento posterior de TPB.

### Fatores mediadores e moderadores

#### Função executiva
Ao tempo em que uma alta sensibilidade à rejeição está associada a fortes sintomas de transtorno de personalidade borderline, a função executiva parece mediar a relação entre sensibilidade a rejeição e sintomas de TPB. Ou seja, um grupo de processos cognitivos que incluem planejamento, memória de trabalho, atenção e solução de problemas pode ser o mecanismo através do qual a sensibilidade à rejeição impacta os sintomas de TPB. Um estudo de 2008 descobriu que a relação entre sensibilidade à rejeição de uma pessoa e os sintomas de TPB eram mais fortes quando a função executiva era diminuída, e que a relação era mais fraca quando a função executiva era mais ativa. Isso sugere que uma função executiva elevada pode ajudar a proteger as pessoas com alta sensibilidade à rejeição contra os sintomas de TPB.
Um estudo de 2012 descobriu que problemas com a memória de trabalho podem contribuir para uma maior impulsividade em pessoas com TPB.

#### Ambiente familiar
O ambiente familiar intercede nos efeitos do abuso sexual infantil no desenvolvimento do TPB. Um ambiente familiar instável prevê o desenvolvimento do transtorno, enquanto uma família estável prevê um risco reduzido. Uma explicação possível é que o ambiente estável amortece seu desenvolvimento.

#### Autocomplexidade
Autocomplexidade, ou considerar ter em si muitas características distintas, parece moderar a relação entre a autodiscrepância Real-Ideal e o desenvolvimento de sintomas de TPB. Isto é, para indivíduos que acreditam que suas características não batem com as características que eles esperam alcançar, uma grande autocomplexidade reduz o impacto de sua autoimagem conflitante nos sintomas de TPB. Entretanto, a autocomplexidade não modera a relação entre a autodiscrepância Real-Devida e o desenvolvimento de sintomas de TPB. Ou seja para indivíduos que acreditam que suas características reais não batem com as características que eles já deveriam ter, uma alta autocomplexidade não reduziria o impacto de sua autoimagem conflitante nos sintomas de TPB. O papel protetor da autocomplexidade na autodiscrepância Real-Ideal mas não na discrepância Real-Devida, sugere que o impacto da autoimagem conflituosa ou instável no TPB depende de como o indivíduo se enxerga em termos de características que eles esperam adquirir ou em termos de características que eles já deveriam ter.

#### Supressão de pensamento
Um estudo de 2005 descobriu que supressão de pensamento, ou tentativas conscientes de se evitar pensar certos pensamentos, media a relação entre vulnerabilidade emocional e sintomas de TPB. Um estudo posterior descobriu que a relação entre vulnerabilidade emocional e os sintomas de TPB não são necessariamente mediados pela supressão de pensamento. Entretanto, este estudo encontrou que a supressão de pensamento mediava a relação entre um ambiente invalidador e os sintomas de TPB.

## Diagnóstico
O diagnóstico de transtorno de personalidade borderline é baseado em uma avaliação psiquiátrica por um profissional de saúde mental qualificado. O melhor método é apresentar os critérios do transtorno ao paciente e perguntar se ele acha que as características os descrevem precisamente. Envolver ativamente os pacientes com TPB em determinar seu diagnóstico pode ajudar a aceitá-lo mais facilmente. Embora alguns médicos prefiram não dizer aos seus pacientes com TPB qual o seu diagnóstico, tanto por preocupação sobre o estigma relacionado a condição quanto porque TPB era tido como intratável, normalmente ajuda ao paciente com TPB saber seu diagnóstico. Isso os ajuda a saber que outros tiveram experiências semelhantes e podem recomendar tratamentos eficazes.
Em geral, a avaliação psicológica inclui perguntar ao paciente sobre o início e a gravidade dos sintomas, bem como sobre outras questões sobre como os sintomas impactam na qualidade de vida do paciente. Questões de particular importância são as ideações suicidas, experiências com automutilação e pensamentos sobre machucar os outros. O diagnóstico é baseado no relato do paciente sobre  seus sintomas e nas observações do médico. Testes adicionais para TPB incluem um exame físico e testes de laboratório para eliminar outros gatilhos e sintomas possíveis, como problemas de tireoide e abuso de substâncias.
É tido como atualmente frequente o diagnóstico errado.

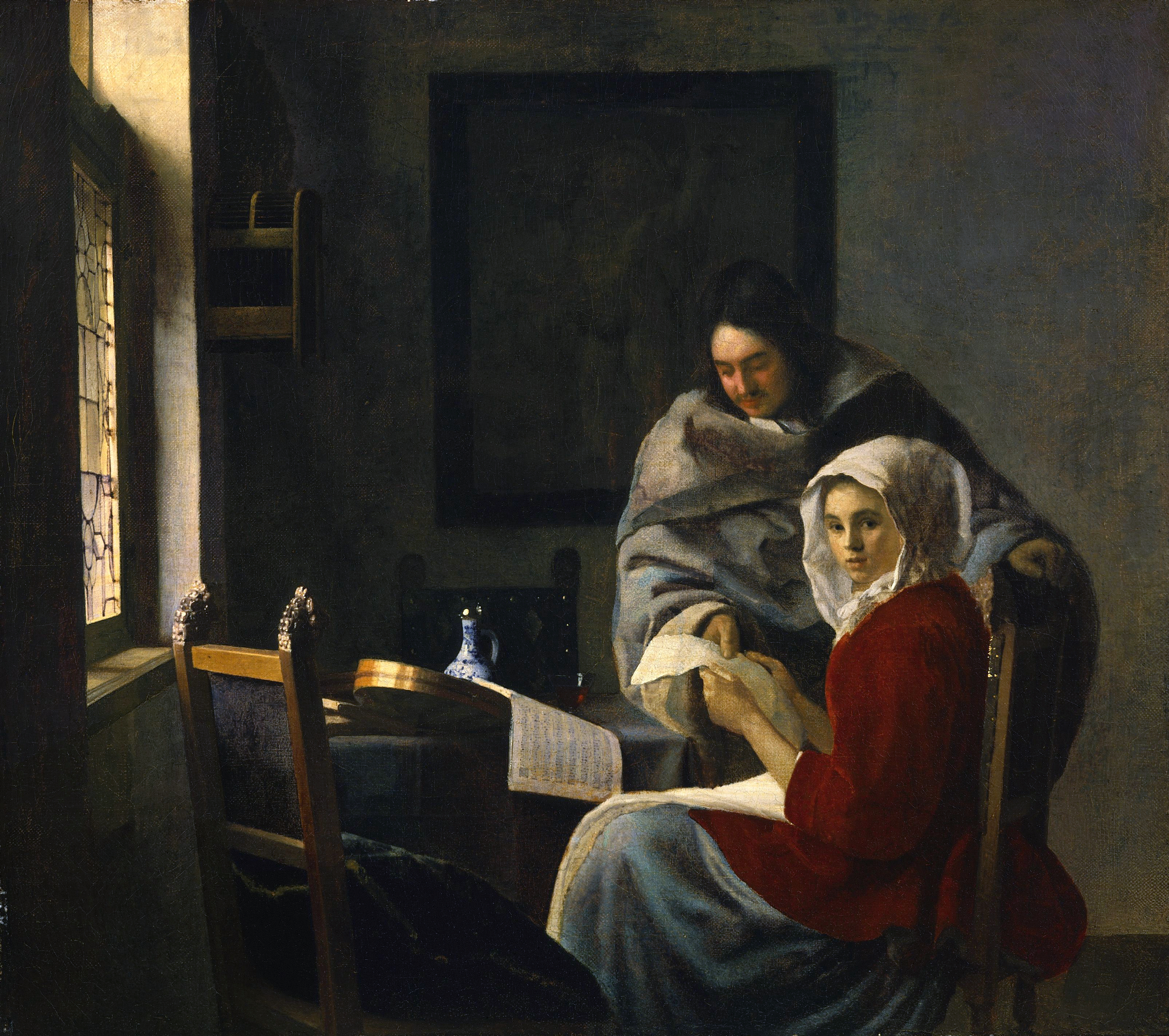
Moça interrompida em sua música, pintura a óleo de Jan Vermeer que inspira Susanna Kaysen, diagnosticada como portadora de personalidade borderline, em seu livro Garota, Interrompida.

### Manual Diagnóstico e Estatístico
O Manual Diagnóstico e Estatístico de Transtornos Mentais edição cinco (DSM-5) removeu seu sistema de múltiplos eixos. Consequentemente, todos os transtornos, incluindo os transtornos de personalidade, são listados na seção II do manual. Uma pessoa deve preencher 5 dos 9 critérios para receber um diagnóstico de transtorno de personalidade borderline. O DSM-5 define os principais aspectos do TPB como um padrão inflexível de instabilidade nos relacionamentos interpessoais, autoimagem e afetos, bem como comportamentos impulsivos sobressaltados.
Além disso, o DSM-5 propõe um critério alternativo de diagnóstico para Transtorno de Personalidade Borderline em sua sessão III, Esses critérios alternativos são baseados em pesquisas sobre características e incluem especificar ao menos quatro de sete traços mal adaptativos.
De acordo com Marsha Linehan, muitos profissionais de saúde mental acham desafiador diagnosticar TPB usando os critérios do DSM, uma vez que tais critérios descrevem uma ampla gama de comportamentos. Para enfrentar este problema, Linehan agrupou os sintomas de TPB em cinco áreas de desregulação principais: emoções, comportamento, relações interpessoais, autoimagem e pensamentos.

### Classificação Internacional de Doenças
A CID-10 da Organização Mundial da Saúde define um transtorno que é conceitualmente similar ao Transtorno de Personalidade Borderline, chamado (F60.3) Transtorno de personalidade emocionalmente instável. Seus dois subtipos estão descritos abaixo.
F60.30 - Tipo Impulsivo
Pelo menos três dos seguintes sintomas abaixo devem estar presentes; é obrigatória a presença do sintoma 2
1. Tendência em agir impulsivamente e sem consideração com as consequências;
2. Tendência a ter um comportamento briguento e entrar em conflito com os outros, especialmente quando os atos violentos são contrariados ou criticados;
3. Tendência a explosões de ira e violência, com incapacidade de controlar os resultados subsequentes;
4. Dificuldade em manter qualquer ação que não ofereça recompensa imediata;
5. Humor instável e caprichoso.

F60.31 – Tipo Borderline
Pelo menos três dos sintomas mencionados no Tipo Impulsivo (F60.30) devem estar presentes. Em adição, pelo menos dois dos sintomas abaixo devem estar presentes:
1. Perturbações e incertezas sobre a autoimagem, metas, preferências internas (incluindo sexualidade);
2. Tendência a se envolver em relações intensas e instáveis, sempre levando a crises emocionais;
3. Esforços excessivos para se evitar abandono;
4. Atos ou ameaças recorrentes de autolesão ou suicídio;
5. Sentimentos crônicos de vazio.

A CID-10 também descreve alguns critérios gerais que definem o que é considerado um transtorno de personalidade.

### Subtipos de Millon
Theodore Millon propôs quatro subtipos de TPB. Ele sugere que um indivíduo diagnosticado com TPB pode exibir nenhum, um ou mais dos seguintes:
| Subtipo                                                            | Características |
| ------------------------------------------------------------------ | --- |
| Desencorajado (inclui características da personalidade esquiva)    | Flexível, submisso, leal, humilde; se sente vulnerável e em constante perigo;                                                                             |
| Petulante (inclui características passivas-agressivas)             | Negativista, impaciente, inquieto, teimosamente desafiante, pesado, pessimista e rancoroso; facilmente cansado e rapidamente desiludido.                  |
| Impulsivo(inclui características histriônicas e antissociais)      | Caprichoso, superficial, indeciso, distraído, frenético e sedutor; ao temerem a perda, se tornam agitados, sombrios e irritáveis; potencialmente suicida. |
| Autodestrutivo (inclui características depressivas ou masoquistas) | Voltado para si, raiva autopunitiva; conformismo, comportamentos respeitosos e insinuantes se deterioraram; tenso e ranzinza; possivelmente suicida.      |

### Familiares
As pessoas com TPB tendem a sentir raiva e afastamento de seus familiares. Por sua vez, os familiares muitas vezes sentem raiva e desamparo pela forma como o membro da família com TPB se relaciona com eles.
Um estudo de 2003 descobriu que quanto mais os membros da família sabem sobre TPB maiores são suas sensações de fardo, sofrimento emocional e hostilidade com relação a pessoa com TPB. Estas descobertas podem indicar a necessidade de se investigar a qualidade e a precisão das informações recebidas pelos membros da família.
Pais de adultos com TPB são muitas vezes ambos sobre-envolvidos e sub-envolvidos nas interações familiares. Em relacionamentos amorosos, o TPB está ligado a níveis aumentados de stress e conflitos crônicos, diminuída satisfação do parceiro amoroso, abuso doméstico e gravidez indesejada. Entretanto, essas ligações podem se aplicar a transtornos de personalidade em geral.

### Mãesborderline
Segundo relatos descritos por pacientes, uma das características marcantes da mãe borderline é a escolha de um homem calmo, passivo e submisso como cônjuge ou parceiro. Quando a mãe borderline possui um ou mais filhos, apenas com relação a um único, o tratamento é diferenciado da seguinte maneira:
- Distorção de frases ditas pelo filho ao relatá-las
- Distorção de acontecimentos realizados pelo filho ao relatá-los
- Distinção no tratamento do filho com relação aos irmãos
- Tratamento do filho com alto tom de voz
- Descontrole e fúria no tratamento do filho
- Destruição de pertences do filho
- Ação de constrangimento do filho perante amigos e familiares
- Ação de isolamento afetivo do filho por meio do ciúme e possessão do cônjuge, irmãos e demais familiares.
- Sensação de incômodo na privacidade do filho
- Sensação de incômodo no livre-arbítrio do filho
- Ação de busca e leitura de objetos pessoais do filho
- Simulação de tentativa de suicídio, usando como argumentos características do filho

### Adolescência
O aparecimento dos sintomas ocorre tipicamente durante a adolescência ou no início da vida adulta, embora sintomas que sugerem o transtorno possam ser as vezes observados na infância.  Os sintomas entre adolescentes que indicam o desenvolvimento de TPB na fase adulta podem incluir problemas com imagem corporal, extrema sensibilidade a rejeição, problemas de comportamento, automutilação não suicida, tentativas de encontrar relacionamentos exclusivos e grave vergonha. Muitos adolescentes experimentam esses sintomas sem mais tarde desenvolverem TPB, mas aqueles que os experimentam tem 9 vezes mais chances de desenvolver TPB. Eles também tem mais chances de desenvolver outras inaptidões sociais de longo prazo.
Os clínicos são desencorajados a diagnosticar TPB antes dos 18 anos de idade, devido aos altos e baixos naturais da adolescência e de uma personalidade ainda em desenvolvimento. Entretanto, o TPB as vezes pode ser diagnosticado antes dos 18 anos, nesse caso os sintomas devem estar presentes de maneira consistente por pelo menos 1 ano.
Um diagnóstico de TPB na adolescência, não necessariamente indica que o transtorno continuará na idade adulta. Entre adolescentes que podem ser diagnosticados com TPB parece existir um grupo no qual o transtorno permanece estável ao longo do tempo e outro grupo no qual os indivíduos ora se enquadram no diagnóstico, ora não. O diagnóstico precoce pode ajudar a criar um plano de tratamento mais eficaz para o adolescente.Terapia familiar é considerada um componente auxiliar no tratamento de adolescentes com TPB.

### Diagnóstico diferencial e comorbidades

#### Diagnóstico diferencial
| SINTOMAS          | TPB                                                                   | OUTRAS DOENÇAS                                              |
| ----------------- | --------------------------------------------------------------------- | ----------------------------------------------------------- |
| DEPRESSÃO         | ânimo baixo, curto e intermitente.                                    | ânimo baixo, longo e contínuo.                              |
| MUDANÇAS DE HUMOR | muito rápida: segundos, horas, no máximo um dia; reativo ao ambiente. | no bipolar, longa: dias, semanas, meses; sem motivo nenhum. |
| IDENTIDADE        | mutável, indecisa, não sabe quem é e o que quer.                      | estável, concreta, certeza.                                 |
| COGNIÇÃO          | alucinações e paranoias ao estresse.                                  | na esquizofrenia, alucinações contínuas.                    |
| DESPERSONALIZAÇÃO | sensação de irrealidade quando em estresse.                           | pouco frequente, na síndrome do pânico é contínua.          |

#### Comorbidade
Em algumas ocasiões, é dito que o TPB é um "paradigma das comorbidades" (Martínez Raga et al., 2005) A comorbidade de condições crônicas é comum com TPB, ou seja, é comum que o transtorno venha acompanhado de outras doenças. Comparando com aqueles que foram diagnosticados com outros transtornos de personalidade, uma alta taxa de pessoas com TPB também atende aos critérios diagnósticos de:
- transtorno do humor, incluindo depressão nervosa e transtorno bipolar
- transtorno da ansiedade, incluindo transtorno do pânico, fobia social e transtorno de estresse pós-traumático
- outro transtorno de personalidade
- abuso de substâncias
- transtorno alimentar, incluindo anorexia nervosa e bulimia nervosa
- transtorno do deficit de atenção com hiperatividade[112]
- transtorno somatoforme
- transtorno dissociativo

#### Transtornos comórbidos do Eixo I
| Diagnóstico do Eixo I                                                                               | Geral ( % ) | Homens ( % ) | Mulheres ( % ) |
| Transtornos do humor                                                                                | 75.0        | 68.7         | 80.2           |
| --------------------------------------------------------------------------------------------------- | ----------- | ------------ | -------------- |
| Depressão nervosa                                                                                   | 32.1        | 27.2         | 36.1           |
| Distimia                                                                                            | 9.7         | 7.1          | 11.9           |
| Transtorno bipolar do tipo I                                                                        | 31.8        | 30.6         | 32.7           |
| Transtorno bipolar do tipo II                                                                       | 7.7         | 6.7          | 8.5            |
| Transtornos de ansiedade                                                                            | 74.2        | 66.1         | 81.1           |
| Transtorno do pânico com agorafobia                                                                 | 11.5        | 7.7          | 14.6           |
| Transtorno do pânico sem agorafobia                                                                 | 18.8        | 16.2         | 20.9           |
| Fobia social                                                                                        | 29.3        | 25.2         | 32.7           |
| Fobia específica                                                                                    | 37.5        | 26.6         | 46.6           |
| Transtorno de estresse pós-traumático                                                               | 39.2        | 29.5         | 47.2           |
| Transtorno de ansiedade generalizada                                                                | 35.1        | 27.3         | 41.6           |
| Transtorno obsessivo-compulsivo**                                                                   | 15.6        | ---          | ---            |
| Transtornos de uso de substâncias                                                                   | 72.9        | 80.9         | 66.2           |
| Alcoolismo                                                                                          | 57.3        | 71.2         | 45.6           |
| Abuso de substâncias                                                                                | 36.2        | 44.0         | 29.8           |
| Transtornos Alimentares**                                                                           | 53.0        | 20.5         | 62.2           |
| Anorexia nervosa**                                                                                  | 20.8        | 7 *          | 25 *           |
| Bulimia nervosa**                                                                                   | 25.6        | 10 *         | 30 *           |
| Transtorno alimentar não especificado**                                                             | 26.1        | 10.8         | 30.4           |
| Transtornos Somatoformes**                                                                          | 10.3        | 10 *         | 10 *           |
| Transtorno somatoforme**                                                                            | 4.2         | ---          | ---            |
| Hipocondria**                                                                                       | 4.7         | ---          | ---            |
| Transtorno da dor somatoforme**                                                                     | 4.2         | ---          | ---            |
| Transtornos psicóticos**                                                                            | 1.3         | 1 *          | 1 *            |
| * Valores aproximados ** Valores da pesquisa de 1998 --- Valores não disponibilizados pela pesquisa |             |              |                |

Um estudo de 2008 descobriu que, em algum ponto de suas vidas, 75% das pessoas com TPB atenderam aos critérios diagnósticos de um transtorno de humor, especialmente depressão nervosa e transtorno bipolar do tipo I, aproximadamente 75% atendem ao critério diagnóstico para transtorno de ansiedade. Quase 73% atendem ao critério diagnóstico para abuso ou dependência de substâncias, cerca de 40% para Transtorno do estresse pós-traumático (TEPT). É importante notar que menos da metade dos participantes com TPB neste estudo apresentavam TEPT, uma prevalência similar ao encontrada em um estudo anterior. A descoberta de que menos da metade dos pacientes com TPB experimentam TEPT ao longo de suas vidas desafia a teoria de que TPB e TEPT seriam o mesmo transtorno.
Existem marcadas diferenças nos tipos de comorbidades que uma pessoa com TPB tende a ter de acordo com seu sexo um percentual maior de homens com TPB atendem aos critérios de abuso de substância, enquanto um percentual maior de mulheres com TPB atende aos critérios para terem TEPT e transtornos alimentares. Em um estudo, 38% dos participantes com TPB atendiam os critérios para serem diagnosticados com Transtorno do Deficit de Atenção com Hiperatividade (TDAH). Em outro estudo, 6 de 41 participantes (15%) atendiam os critérios de um transtorno do espectro autista (um subgrupo que tem tentativas de suicídio significativamente mais frequentes).
Apesar de ser um transtorno que muitas vezes passa sem ser diagnosticado, alguns estudos demonstraram que "sintomas leves" podem levar a diagnósticos incorretos. Os muitos e instáveis transtornos do Eixo I do DSM-IV em pessoas com TPB pode as vezes levar o médico a não perceber a presença de um transtorno de personalidade por trás de tudo. Entretanto, uma vez que um padrão complexo de diagnósticos do Eixo I está fortemente relacionado com a presença de TPB, os profissionais da saúde mental podem usar essa característica de um complexo padrão de comorbidades como uma pista de que o TPB esteja presente.

### Avaliação inicial
A avaliação inicial normalmente pode incluir um exame físico por um médico. Embora não existam testes fisiológicos para confirmar o TPB, pode-se usar testes de exclusão de qualquer outra condição médica que apresenta-se também com sintomas psiquiátricos:
- Exames de sangue para medir os níveis de TSH para excluir hipotireoidismo, e cálcio sérico para descartar uma doença metabólica.
- Um hemograma completo para descartar uma infecção sistêmica ou qualquer outra doença crônica facilmente diagnosticada pelo exame de sangue.
- A sorologia para excluir a infecção por sífilis ou HIV.
- Exames neurológicos como EEG, ressonância magnética e tomografia computadorizada podem ser importantes para excluir lesões, tumores, e outras doenças cerebrais.

Entre outros instrumentos de avaliação psicológica, podem ser usados questionários de personalidade.

### Semiologia adicional e biomarcadores TPB
Foram observados alguns dos seguintes sinais de funções fisiológicas atingidos pelo TPB:
- Teste de supressão de dexametasona como um biomarcador de TPB. Os resultados são ambíguos e parecem ter maior validade para pacientes com comorbidades com transtorno de estresse pós-traumático.[117]
- Observa-se em pacientes borderlines muitos sintomas do hipotireoidismo: cerca de um terço dos pacientes têm uma tirotropina reativa com hormônio liberador debilitada.[118] Também são frequentemente encontrados anticorpos de tireoide.
- Sintomas neurológicos leves.
- Irregularidades no sono.[119]
- Reações anormais às drogas:

1. Procaína e anestésicos opióides: isto porque, em parte, há um aumento da irritabilidade límbica no TPB. A administração de procaína estimula estruturas límbicas tais como a amígdala e o córtex cingulado, causando mais irritabilidade no humor dos pacientes TPB.[120]
2. Os períodos de impregnação de algumas drogas são muito mais elevados e também parecem necessitar de doses maiores.
3. O alprazolam pode piorar notavelmente a falta de controle da conduta do paciente.
4. A amitriptilina parece aumentar as ameaças de suicídio, tendências agressivas e ideações paranóides,[121] especialmente em crianças e adolescentes que começam a desenvolver o TPB.

- Anormalidades no eletroencefalograma. Algumas características são típicas da esquizofrenia[122] e, em geral, mal se pode distinguir do transtorno de personalidade esquizotípica.[123] Por isso, pensava-se, a princípio, em origem comum das doenças.
- As anormalidades bioquímicas e do papel da serotonina sérica é particularmente evidente em plaquetas, que são as transportadoras de serotonina:

1. Problemas no transporte de serotonina plaquetária[124] e na atividade da monoaminaoxidase (MAO).[125]
2. A paroxetina, um antidepressivo inibidor seletivo da recaptação da serotonina, tem uma capacidade de ligação inferior a esta enzima.[126]
3. Nível baixo de melatonina.[127]
4. Baixo nível de transporte de íons, especialmente o lítio.[128]

- Anormalidades na tomografia axial computadorizada da cabeça.
- Segundo alguns especialistas, é encontrado geralmente baixos níveis de vitamina B12 em pacientes com TPB.[129]

### Critérios do DSM-IV-TR
A última versão do Manual Diagnóstico e Estatístico de Desordens Mentais versão IV (DSM-IV na sigla em inglês) - o guia americano amplamente usado por médicos à procura de um diagnóstico de doenças mentais – define o TPB (código do DSM-IV-TR: 301.83) como: “um padrão invasivo de instabilidade dos relacionamentos interpessoais, autoimagem e afetos e acentuada impulsividade, que começa no início da idade adulta e está presente em uma variedade de contextos”. Um diagnóstico de TPB requer cinco dos nove critérios listados no DSM e que os mesmos estejam presentes por um significante período de tempo. Os critérios são:
Critérios diagnósticos segundo o DSM-IV:
Sintomas afectivos
1. Instabilidade afetiva acentuada devida reatividade intensa do humor (por exemplo: episódios de disforia, irritabilidade, ou ansiedade geralmente durante algumas horas e raramente, no máximo, alguns dias).
2. Ira, ódio ou raiva inapropriados, intensos e de difícil controle (por exemplo: apresenta frequentes demonstrações de irritação, raiva constante, sentimento de vinganças, lutas corporais recorrentes.)
3. Sentimentos crônicos de vazio e tédio.
Sintomas impulsivos
4. Conduta recorrente de tentativas ou ameaças de suicídio e comportamentos de automutilação.
5. Um padrão de relacionamentos interpessoais instáveis e intensos, caracterizado por extremos de idealização e desvalorização, ou amor e ódio, bom ou mau etc.
6. Impulsividade em pelo menos duas áreas potencialmente prejudiciais à própria pessoa (por exemplo, exageros em: gastos financeiros, sexo, drogas, álcool, direção imprudente, comer, cleptomania ou outros tipos de compulsões.) Nota: não incluir comportamento suicida ou automutilante estabelecido no critério 4.
Sintomas interpessoais
7. Esforços frenéticos para evitar um abandono/rejeição real ou imaginado. Nota: não incluir comportamento suicida ou automutilante estabelecido no critério 4.
8. Instabilidade na identidade: autoimagem, preferência sexual, gostos e valores persistentemente instáveis.
Sintomas cognitivos
9. Ideação paranoide transitória relacionada ao estresse, ou severos sintomas dissociativos.

### Diagnósticos comparáveis
A Classificação Internacional de Doenças - Volume 10 (CID-10), da Organização Mundial da Saúde, tem um diagnóstico comparável chamado Transtorno de Personalidade Emocionalmente Instável – Tipo Borderline (F60.31). Nele (além do critério geral de transtorno de personalidade) se requer perturbações e incertezas sobre a autoimagem, metas, preferências internas (incluindo sexualidade), oscilações de humor, tendência em se envolver em relações intensas e instáveis frequentemente levando a crises emocionais, excessivos esforços para se evitar abandono, pensamentos e ameaças recorrentes ou atos de autolesão e suicídio; e sentimentos crônicos de vazio.
A Sociedade Chinesa de Psiquiatria tem outro diagnóstico comparável chamado Transtorno de Personalidade Impulsiva. Um paciente diagnosticado com TPI deve demonstrar "explosões afetivas" e "demonstrável comportamento impulsivo", mais três de oito sintomas. Este diagnóstico é descrito como um híbrido dos subtipos impulsivo e borderline do Transtorno de Personalidade Emocionalmente  Instável da CID-10, e também incorpora seis dos nove critérios do DSM-IV-TR.

#### Transtornos afetivos
O transtorno de personalidade borderline geralmente coocorre com transtornos de humor. Algumas características do TPB podem até coincidir com os mesmos distúrbios, dificultando a avaliação de diagnóstico diferencial.
Ambos diagnósticos envolvem sintomas comumentes conhecidos como oscilações emocionais. Na doença bipolar do humor, o termo refere-se a episódios cíclicos de depressão e euforia que duram dias inteiros, semanas ou até mesmo meses, em geral. No bipolar, não aparecem sintomas como medo do abandono e rejeição, demonstrado através de raiva intensa e sentimentos de ciúmes patológico, rancor e vingança contra a outra pessoa, além do pensamento extremista e o mecanismo de cisão que é típica no TPB. No TBP, o humor é muito reativo, dependendo sempre das circunstâncias externas, tendo durações curtas (em segundos ou horas), enquanto que o bipolar possui um humor independente do ambiente externo, tendo durações maiores que o borderline (em um dia, semanas ou mais).
Uma situação borderline típica é marcada por instabilidade e reatividade emocional excessiva que é muitas vezes referida por desregulação emocional. O comportamento ocorre em resposta a extressores externos, intrapsíquicos e psicossociais, podendo aparecer e desaparecer, de repente e dramaticamente, durando segundos, minutos ou horas.
A depressão uni ou bipolar é mais generalizada, com  perturbação do sono, apetite, assim como uma marcada ausência de resposta emocional, ao tempo que o estado de ânimo de uma personalidade borderline com coocorrência de uma distimia permanece com destacada reatividade e sem transtornos agudos do sono.
Há um debate sobre a relação entre transtorno bipolar e TPB. Alguns especialistas argumentam que este último representa uma forma subliminar de transtorno afetivo, enquanto outros defendem a distinção entre as doenças, embora refira-se que muitas vezes ocorram simultaneamente.

## Psicopatologia I
Limítrofes são pessoas que passam seu tempo a tentar controlar mais ou menos emoções que elas não controlam realmente. São pessoas que, diga-se de passagem, têm duas vidas. Uma vida quando estão na sociedade e outra vida de comportamentos muito diferentes quando estão a sós. Sua capacidade de esconder o transtorno faz com que sejam vistos, superficialmente, como se não tivessem nada, entretanto suas vidas são sofríveis e um verdadeiro inferno. Pessoas com o transtorno oscilam sempre entre dois extremos: um comportamento adulto e um comportamento infantil; entre a crueldade e a bondade.
Esses indivíduos são árduos manipuladores. Alguns psiquiatras e psicólogos dizem que borderlines são "pacientes impossíveis", porque, frequentemente, são manipuladores, pessoas que buscam atenção, perturbam e irritam, além de não terem capacidade suficiente para controlar suas condutas. Agridem a eles mesmos e aos demais que tentam ajudá-los. Em suas relações iniciais (exemplo: terapia), por causa da grande desconfiança que eles mantêm, as palavras com frequência não são usadas para comunicar ou exprimir sentimentos. O que existe são as manipulações, os testes, os controles etc. Eles tendem a defender-se de sentimentos, emoções e lembranças e facilmente testam suas relações através de manipulações.
Parece que o borderline está sempre urdindo testes e manipulações, a fim de testar as outras pessoas, como elas reagirão a tais testes, lançando mão de estratégias como agressividade, brigas, chantagens, como para ver se elas o abandonarão por tais razões. Esses testes, então, são a forma de os limítrofes analisarem as pessoas ao seu redor e terem a certeza de que não há jeito de aparecer alguma ameaça de abandono por parte delas.

### Vazio e intolerância às rejeições
O borderline, tipicamente, é intolerante às rejeições sentimentais. Isto quer dizer que qualquer movimento diferente da outra pessoa, percebido pelo borderline, significa que o outro não gosta mais dele, que não lhe quer mais, ou que irá abandoná-lo. Uma simples contrariedade partindo da pessoa por qual o borderline mantém um vínculo afetivo importante, é visto como um sinal de "não", frustração e abandono, mesmo que isto não seja verdade. Inclusive, o borderline costuma "ver coisas" onde, na realidade, não existem. Exemplo de ocasião típica: o borderline vê-se idealizado e apaixonado por uma pessoa. O limítrofe faz um convite para esta pessoa. A outra pessoa diz que, embora queira muito, não pode em tal data, pois inevitavelmente irá viajar. Isto basta para que o borderline entre em uma série de conflitos, mudando drasticamente de humor e comportamento. Para o borderline, isso significa que a outra pessoa não quer sair com ele; significa que o outro o rejeitou, que o odeia e, portanto, sente-se profundamente ferido e desprezado. Esse sentimento de rejeição é tão forte no indivíduo borderline que o faz ter uma crise emocional intensa por um motivo visto como "banal" e comum para os outros. Aos olhos do observador, essa situação é fácilmente contornável, uma vez que resolveria apenas marcar o encontro para outro dia; entretanto, para o borderline isto é visto de maneira totalmente distorcida, sente-se rejeitado encarando a situação como frustração intensa e sinal de que a outra pessoa definitivamente não gosta dele. Então, drasticamente ele muda: passa do amor para o ódio do outro, torna-se agressivo, raivoso, odiável, prometendo maus tratos e vingança. Por dentro corrói-se de decepção, dor e desespero, pois acredita (erroneamente) ter sido fortemente rejeitado. Isso, então, faz com que fique vulnerável a atos autoagressivos e manipulações. Para as outras pessoas, tudo isso é visto como tempestade em copo d'água, extremismo e exagero, entretanto, para o borderline a situação foi uma grande prova de frustração, uma rejeição que implica que a outra pessoa o odeia. Como é perceptível, o indivíduo com TPB tem muito medo de ser rejeitado por quem ama, mas a forma como demonstra esse medo é dissimulada: demonstra através da agressividade e raiva. Na realidade, eles não conseguem admitir esse medo e acabam por demonstrar toda a intolerância de abandono através do ódio, rebeldia, depressão, chantagens, manipulações e diversos comportamentos que trazem sérios riscos a si próprio e à outra pessoa.
Como o portador do distúrbio é excessivamente exagerado, extremista e não tem controle de suas emoções, essa intolerância totalmente desproporcional às rejeições e abandono muitas vezes fazem com que — antes do indivíduo passar por um psiquiatra — termine em casos de polícia. No entanto, obviamente, é importante notar que a maioria dos indivíduos que padecem do distúrbio não termina em casos assim, porém, não se pode negar que uma parcela desses pacientes podem cometer, em situações extremas, algum tipo de crime relacionado às separações sentimentais. Quase sempre pessoas que cometem algum tipo de extremismo em relação a uma decepção amorosa (não conseguir admitir o término do casamento, por exemplo) podem possuir traços que sugerem um possível portador do transtorno de personalinade borderline. No entanto, deve-se ressaltar que a maioria dos borderlines não é capaz de cometer atitudes extremas hetero-agressivas e sim o oposto: nos bordelines com características mais leves do distúrbio, eles têm mais facilidade em se autoagredir do que agredir a outros. Porém, nos casos em que a severidade do transtorno é alta e não há tratamento adequado, pode-se verificar uma probabilidade maior de um portador do distúrbio cometer — por puro descontrole emocional — algum tipo de situação hetero-agressiva, principalmente se houver também características psicopáticas no paciente.
O paciente borderline para viver em paz precisa encontrar um objeto protetor que nunca o deixe. Para isso, eles testam tais "objetos" (as pessoas) para poderem acreditar nisso. Tais testes são manipulações, maus tratos, discussões etc. como forma de que isso atesta que, mesmo através de tais caminhos, o borderline nunca será abandonado. Obviamente, isto traz à tona a grande questão da tolerância das pessoas "alvo" deste transtorno, afinal, dificilmente as pessoas em sua volta têm tamanha paciência para tais manipulações. O limítrofe parece estar sempre insatisfeito e precisando de mais e mais porque sente um vazio irreparável, um nada, um buraco, uma frustração contínua. Portanto, são pessoas que nunca estão satisfeitas. Exigem demais dos outros, mas nunca se satisfazem, inclusive, não retribuem, demonstrando uma grande ingratidão.
Para eles, é como se eles não existissem, sem uma estrutura externa. Facilmente sentem-se irreais ou inexistentes. Com seu amante, podem estar em plena euforia; porém, quando este demonstra qualquer contrariedade às expectativas do borderline, facilmente passam de um humor eufórico para raivoso com manipulações e esforços excessivos para evitarem ser rejeitados. Se "abandonados", do humor raivoso decaem para a depressão. Seus pensamentos e atos autodestrutivos aumentam de intensidade. Podem fazer tentativas suicidas, sentir que nada mais é real (despersonalização e desrealização), entre outros comportamentos extremos.
"Borderlines" sentem que estão sempre com um grande sentimento crônico de vazio. Tal sentimento constantemente os incomoda e tendem a achar sempre uma forma de preenchê-lo, mas descrevem que esse sentimento nunca desaparece. Sentem tudo com uma alta intensidade, sendo que para eles, tudo faz mal, tudo os agride e machuca. Não sabem se proteger, ou ao menos, acreditam não saber. Eles ainda têm sentimentos de ser uma eterna "vítima", incapaz de aceitar suas próprias responsabilidades. São pessoas que não têm uma noção clara de sua identidade. Na realidade, eles não têm uma identidade bem formada, assim, precisam do apoio de outra identidade, causando assim um grande medo à perda e rejeição de tal identidade cujo "borderline" o considere. A visão que eles têm de si mesmo se caracteriza por uma visão flutuante e pouco constante. Isso contribui para a grande instabilidade que circula em suas vidas. Quase sempre eles dizem não ter certeza de nada e não sabem o que são ou como é sua personalidade. Eles têm frequentes "crises de identidade", por vezes acreditando que sua personalidade é irreal, falsa ou copiada. Podem ser considerados indecisos e "de lua", pois são pessoas que dizem ou fazem uma coisa, mas em seguida mudam de ideia ou opinião drasticamente. Seus gostos são muito instáveis, podem gostar de uma coisa, para em seguida enjoar da mesma. Sua identidade, orientação sexual e a visão de si mesmos também assim são baseados. Eles se vêem como estranhos, sem amor e sem doçura. São indivíduos que são escravos das suas próprias emoções.
Em um relacionamento íntimo, o "borderline" exige atenção exclusiva e constante, alguém forte que amenize seu vazio. Quando isso acontece, ele se sente confortável e tranquilo, contudo, teme o abandono do ser amado e o inferniza constantemente com medo de que isso realmente se concretize. No momento em que o "borderline" se vê incompreendido ou ameaçado pelo objeto amado, ele pode ter respostas agressivas. Isso geralmente surge em situações de cólera intensa ou misturada com explosões súbitas do humor depressivo, revelando gestos e comportamentos a fim de estabelecer um controle sobre o ambiente e as pessoas de tais situações, provocando no outro um sentimento de culpabilidade e remorso.
O afligido demonstra um grande medo de ser abandonado ou rejeitado e por isso está sempre a tentar achar uma forma para que isso não aconteça. Alguns evitam começar relacionamentos, especialmente pelo medo de ser rejeitado ou abandonado, depois. Quando em algum relacionamento íntimo, este medo é acompanhado caracteristicamente de esforços frenéticos para evitá-lo. Podem fazer manipulações emocionais, especificamente chantagens, como ameaças ou tentativas de suicídio. Eles podem demonstrar explosões de raiva que terminam frequentemente em autoagressões, como automutilar-se, ou até mesmo hétero agressões. O medo de ser abandonado é tão enorme nessas pessoas que casualmente sofrem de dissociações, têm distorções da realidade como ter ideias paranóides ou alucinações e, no extremo, praticar impulsivamente o suicídio completo. Além disso, por conta do suposto abandono ou rejeição (real ou imaginado) vindo da pessoa amada, da grande idealização/paixão, eles passam rapidamente para a grande desvalorização/ódio do outro, pelo fato de ter sido "rejeitado". Contudo, é notável também que a volta da pessoa ocasione a remissão de tais sintomas e manipulações. No entanto, eles têm tanto medo da perda que acabam por ser muito possessivos, ciumentos, sem se darem conta que todo esse comportamento prejudica e assusta as pessoas. De maneira geral, o transtorno de personalidade borderline é um dos principais distúrbios associados ao suicídio e automutilação. Eles podem tomar muitos medicamentos de uma vez só, com ou sem intenção de suicídio, abusar de drogas e bebidas, automutilar-se fisicamente, colocar-se em risco, entre outros atos impulsivos com notável tendência autodestrutiva.
O limítrofe é tão intolerável às frustrações que suas rupturas e decepções sentimentais sempre terminam em depressão profunda, conduta violenta, tentativas de suicídio ou autoagressão e, ocasionalmente, param no hospital ou até mesmo polícia. Eles têm intensos temores de se sentirem rejeitados ou abandonados, sendo que trazem consigo um sentimento de que sem o outro não podem dar continuidade à vida. Tais decepções amorosas são muito intensas, dolorosas e insuportáveis em borderlines. Eles sentem um intenso sentimento de vazio e um grande medo de fundir-se ou desaparecer. Entretanto, essas características típicas borderlines não são reveladas abertamente. Eles nunca admitem que sentem medo de serem rejeitados pela pessoa amada: demonstram sempre através da agressividade, raiva, ódio e manipulações.
Por todos esses motivos, é muito comum o borderline ser possessivo e controlador. Pessoas muito dependentes, influenciáveis e sugestionáveis, como a personalidade histriônica e dependente facilmente sofrem num relacionamento com um borderline, por exemplo.

### Desregulação emocional e relacionamento familiar
O indivíduo borderline é geralmente visto como "genioso", temperamental, "de lua" e pessoas que facilmente se embravecem. Caracteristicamente, têm dificuldades no controle das emoções e podem ter uma convivência em grupo particularmente complicada. Eles exigem toda a atenção do mundo para si e facilmente são tomados pelas emoções. Podem arranjar conflitos com namorados e familiares com grande demonstração de ciúmes, possessividade e medo de serem abandonados. E ainda com tanta exigência de atenção, armam confusão com notáveis explosões de raiva como agressividade, ironia, xingamentos e até demonstrações físicas de violência. Por isso, podem viver a criar casos com pessoas de sua intimidade.
Pessoas com esse distúrbio, de maneira geral, são superficialmente adoráveis e simpáticos. Porém, com pessoas de sua grande intimidade (ex.: familiares) eles são vistos como irritantes, agressivos, mal-humorados, rebeldes. Tanto que o ambiente intrafamiliar é muitas vezes marcado por brigas e conflitos constantes.
Esses indivíduos não conseguem manter um bom relacionamento entre seus familiares íntimos que convivem dia-a-dia com ele (ex.: pais e irmãos). Por vezes, o ambiente é repleto de discórdias sendo que estes últimos também são classificados hora como bons, hora como maus. A imprevisibilidade e instabilidade típica de limítrofes contribuem para a geração de conflitos intrafamiliar. Essas pessoas que convivem com o indivíduo percebem tais características, como humor instável com demonstração de incapacidade de controlar a raiva (ex.: mau humor frequente, mau gênio, sarcasmo, amargura, agressividade constante). Borderlines também podem ser tidas como pessoas incapazes de demonstrar gratidão, de interessar-se por si mesmo e pelos outros. Os outros, assim como a pessoa que o criou (ex: mãe, pai), podem ser sentidos como estranhos que têm apenas a função de suprir e prover o que ele espera.
A dor física bem como as discussões podem ser formas de aliviar a tensão interna que se alastra no interior do indivíduo limítrofe. Por isso, o borderline se acalma após uma briga com familiares. Enquanto depois da discussão todos ficam mal, como ele descarregou sua tensão, ele age como se nada de importante houvesse acontecido e tende a esperar que os outros reajam assim também.
As pessoas de sua intimidade, facilmente apelidam limítrofes como estressados, pessoas "de lua", de mau gênio e imprevisíveis. A convivência diária com borderlines pode ser de extrema dificuldade. Ao longo de um dia, eles podem mudar de humor várias vezes. Podem ser tidos como aqueles que de manhã estão bem, à tarde de sentem-se raivosos, e à noite depressivos, por exemplo. Como se sentem irritadiços por motivos banais, podem tratar hora bem, hora mal aqueles que convivem com ele, sendo que os conviventes não conseguem entender exatamente o motivo que causou a mudança radical de humor e conduta do borderline.  Portanto, medo, repulsa e raiva são emoções frequentes que borderlines produzem em pessoas de sua grande intimidade. Familiares sempre percebem que são pessoas que têm facilidade em demonstrar agressividade, sendo que dificilmente conseguem controlar tais hostilidades — perceptíveis através de demonstração de mau humor, agressividade constante, amargura persistente e até ataques de rebeldia ou violência.
Apesar disso, quase sempre, socialmente essas características não são momentaneamente percebidas. Pelo contrário, suas relações podem ser superficiais, assim, demonstram ser adoráveis, educados e simpáticos. Contudo, tais qualidades perdem a força conforme suas relações se tornam íntimas. Muitas vezes, superficialmente, pessoas que não conhecem profundamente o indivíduo borderline podem duvidar e não acreditar quando familiares, por exemplo, relatam o comportamento irritadiço e anormal que o paciente exibe.

### Instabilidade
O perfil geral do transtorno também inclui uma inconstância invasiva do humor, das relações interpessoais, da conduta (comportamento) e da identidade, que pode levar a períodos de dissociação. São pessoas muito instáveis em todos os aspectos de sua vida; seus relacionamentos íntimos são muito caóticos, com tendência a terminar abruptamente de forma explosiva, pois eles são marcados por períodos de grande idealização e grande desvalorização, esforços exagerados para evitar a perda, chantagens emocionais e possessividade. A instabilidade emocional também contribui para relacionamentos instáveis. O humor do borderline pode ser muito lábil, alternando diariamente entre períodos de depressão profunda, euforia, irritabilidade (não necessariamente nessa ordem) e ansiedade. A inconstância também é intensa na própria percepção de si mesmo, nas atitudes, opiniões e até na sexualidade.
O paciente borderline apresenta em todos os aspectos de sua vida a "difusão de identidade" que pode ser descrita como a recusa em considerar outros tempos e outras diferentes situações, dando prioridade à situação presente e atitudes imediatas. Seria como se tivessem uma "amnésia" das situações e atitudes anteriores. Assim, forma-se a instabilidade entre os extremos “bons e maus” (8 ou 80, branco ou preto, mas nunca o meio-termo). Os indivíduos limítrofes tendem a caracterizar uma pessoa, objeto ou circunstância apenas pelo presente, como se não existisse o passado ou o futuro, nem outros tempos ou situações diferentes. Por exemplo, o borderline ao perceber que a pessoa amada está com ela, ele tende a classificá-la como "ótima", ideal e sente-se fortemente apaixonado e feliz. No entanto, se a outra pessoa anuncia que tem de ir embora, por exemplo, o paciente rapidamente passa da grande idealização ("ótima") para a grande desvalorização ("péssima"), desprezando a história em que passaram. Se o cuidador retorna, novamente a pessoa é passada do extremo "péssima" para "ótima". Isto evidencia a grande instabilidade entre os extremos cujos borderlines sofrem. É assim, também, que outras pessoas, objetos e circunstâncias são analisados por limítrofes, sempre oscilando entre o "bom" e o "mau", conforme o presente imediato, deixando de lado o passado, situações remotas e diferentes.  Exemplificando, de modo geral, a borderline é aquela jovem que valoriza demais o namorado. Contudo, por menor que seja a contrariedade, já acha que ele não presta mais. Também acontece quando a limítrofe liga para a amiga. Só porque esta não pôde atendê-la naquela hora, a borderline já acredita que não é amada e depois agride a amiga de não dar devida importância a ela.
De forma geral, borderlines estão sempre no extremo e fazem análise extrema das situações externas. Eles passam facilmente do "eu te amo" para o "eu te odeio" e seu pensamento é sempre o branco ou preto, mas nunca o cinza. Suas opiniões em relação aos outros, são assim baseadas também, alternando drasticamente entre pessoas "maravilhosas" e pessoas "terríveis", por isso a frustração é frequente porque o portador do transtorno faz idealizações das pessoas e circunstâncias e estão sempre procurando o "perfeito" e ideal. Quando suas expectativas não são correspondidas, eles passam drasticamente do perfeito para o terrível. Tudo torna-se monstruoso, mau, péssimo. Portanto, as próprias idealizações desses indivíduos trazem ainda mais enorme instabilidade para eles. Mas caracteristicamente eles têm baixa tolerância às frustrações, porque são emocionalmente hipersensíveis a qualquer estímulo estressante, reagindo sempre de maneira exagerada, com grande dificuldade em controlar fortes emoções.
Por causa da tendência em completamente idealizar ou completamente desvalorizar pessoas, lugares e objetos, os portadores da personalidade limítrofe por vezes podem fazer um mau julgamento de outras pessoas fazendo-se assim se envolver em relações extremamente prejudiciais, que levam a sucessivas crises emocionais.
Para se entender a causa da instabilidade do portador de personalidade limítrofe, há de se entender que existe no borderline um mecanismo denominado "cisão". Dividem as pessoas como totalmente boas ou totalmente más. Totalmente monstruosas ou totalmente perfeitas. Não existem o meio-termo e a neutralidade, sendo para o borderline, não há "dois lados da mesma moeda". Em outras palavras, normalmente toda pessoa, objeto ou ambiente possui um lado bom e lado ruim, ao mesmo tempo. Todos têm seu lado positivo e negativo, ninguém é totalmente perfeito ou totalmente ruim. No entanto, para o borderline esse equilíbrio entre o bom e o mau de um mesmo objeto não existe. Ou é totalmente ideal, ou totalmente terrível. Então, esses indivíduos, de maneira geral, trazem consigo sempre grande instabilidade em seus relacionamentos. Apesar da dificuldade em nutrirem confiança por outros, quando eles se apaixonam por alguém, podem referir-se a tal pessoa como "perfeita": tudo a respeito dela é ótimo, bom, bonito e ela merece todo carinho e romantismo do mundo, tratando-na como um verdadeiro deus. No entanto, qualquer deslize (real ou imaginado) percebido pelo borderline, eles podem passar rapidamente para o "terrível": tudo a respeito do outro é monstruoso, mau, péssimo, odiável, ridículo e merece ser tratado como um demônio e ser punido por isso. Então, podem demonstrar humor seco, grosseiro e raivoso, com comportamento impulsivo e agressivo (ex.: dizer que odeia; demonstrar agressividade, tratar cruelmente a pessoa etc.). Se percebem uma ameaça de rejeição ou abandono por parte da outra pessoa, passam a fazer esforços frenéticos para evitá-los. Tais esforços são tão extremos que às vezes cometem atos muito impulsivos, levados por emoções como a raiva. Por exemplo, podem mentir, fingir passar mal ou ficar doentes, acidentar-se propositalmente, automutilar-se, ameaçar suicídio, prender a pessoa, chantagear, agredir e até mesmo perseguir o outro (stalker), entre outros atos extremos. Exatamente por isso, às vezes, os borderlines podem terminar em caso policial, porque são eles que muitas vezes são donos de tais esforços frenéticos e comportamentos excessivamente exagerados que envolvem sentimentalmente outra pessoa. Esse mecanismo extremista explica por que borderlines conseguem tratar excessivamente bem alguém, para num piscar de olhos, tornar-se demasiadamente cruel.
Em um relacionamento íntimo, o borderline demonstra grande necessidade de ajuda por causa de sua depressão e por conta de maus tratos passados, contudo, ao tempo que se mostram depressivos e dependentes de cuidados, de repente, podem maltratar cruelmente a outra pessoa sem o mínimo de remorso, porque acreditam estar sempre certos em suas atitudes. As outras pessoas que são sempre as erradas, as culpadas.
Os relacionamentos do borderline bem como comportamentos e sua personalidade em geral não são duradouros. É notável nesses indivíduos constante instabilidade nos seus relacionamentos. Eles podem demonstrar profundos sentimentos de apego e desapego fácil e ambivalente. Ao passo que se sentem sós, desejam muito a presença do outro, de repente, quando esta presença se concretiza, podem achar que estão muito próximos e invadindo sua privacidade. Diga-se de passagem que o "borderline" de fato constrói o lema "eu te odeio - não me deixe". Parceiros afetivos que se relacionam com limítrofes vivem em constante confusão e se assustam com as relações caóticas típicas do borderline. Isso acontece porque limítrofes idealizam e se desapontam a todo tempo. Eles conseguem passar rapidamente do amor para o ódio em questão de segundos. Pessoas que mantêm relacionamento com um indivíduo emocionalmente instável, hora podem se sentir sufocados de tanto romantismo e exigência de atenção, bem como excessivas manipulações. De repente, podem duvidar do sentimento do borderline que demonstra grande ternura, para em seguida, demonstrar frieza, raiva e crueldade.
Suas opiniões e ideias são facilmente instáveis e contraditórias. Podem dizer com convicção "sim", para em seguida, dizer "não", gostando assim de algo, para facilmente odiá-lo ou vice-versa. Isso também acontece em relação à carreira profissional e sua orientação sexual. Estão constantemente mudando em relação ao que pensam e fazem, e o que irão exercer profissionalmente. Sua identidade sexual é frequentemente marcada por dúvidas e mudanças constantes ou até adeptos à bissexualidade. Por vezes, definem-se a si próprios como "inexistentes" pois não sabem quem são, do que gostam. Quando estão convictos de algo, de repente, vêem-se cercados por dúvidas contrárias novamente, por isso, a indecisão nessas pessoas é comum. De maneira geral, são pessoas que não conseguem ficar estáveis. Por isso, são intolerantes à monotonia e rotinas, facilmente contrariando regras, bem como desistindo ou desanimando facilmente de atividades rotineiras ou que exigem certa monotonia.
"Borderlines" não têm persistência o bastante para continuar um projeto, tarefa ou objetivo. Eles tendem a iniciar, porém, dificilmente terminam. Enjoam, desanimam ou desgostam facilmente. Por isso, a vida do limítrofe é uma instabilidade contínua, sejam em seus projetos, relacionamentos, preferências ou comportamentos. O borderline não é capaz de se ligar por muito tempo a coisa alguma que não seja, de fato, algo de seu total interesse. Por isso também dificilmente mantêm um relacionamento por muito tempo, um objetivo constante, um gosto ou preferência interna estável. Na realidade, a inconstância é a palavra chave da vida do borderline.
Limítrofes estão sempre à beira entre o amor e o ódio. Eles tendem a idealizar as pessoas por qual querem como seus cuidadores, contudo, não percebem que o perfeito não existe, por isso estão sempre insatisfeitos porque facilmente acham "defeitos" nas pessoas por quais gostariam de vê-las como perfeitas. A pessoa "ideal" parece sempre depender do que o borderline necessita. Caso a pessoa negue, ignore tal necessidade, ou frente a recusas, o borderline rapidamente passa do amor para o ódio. Por exemplo, é o caso da paciente que quer ouvir apenas as coisas que deseja, pelo terapeuta. Quando o terapeuta diz coisas na qual ela não deseja, rapidamente o terapeuta é passado drasticamente para um "monstro" que merece ser tratado cruelmente. Isto mostra que borderlines mudam de um extremo ao outro, por pouquíssimas coisas.
O extremismo nesses indivíduos é muito marcante: quando alguém é amado por ele, a pessoa merece ser tratada de forma especial, carinhosa e muito querida. Quando alguém é odiado pelo borderline, a pessoa merece vingança, ódio e infinitas crueldades. Em suma, a pessoa amada é vista como um deus, e a pessoa odiada, como o demônio. A vida do limítrofe também é dividida entre boa e má. Péssima ou ótima. Mas nunca o neutro ou meio-termo. Nunca reconhecem a neutralidade das outras pessoas e circunstâncias.
O fato de borderlines serem extremistas faz com que tenham visões assim extremistas até mesmo de seus objetivos e futuro. Quando consegue iniciar um projeto (estudos para o vestibular, emprego, entre outros planos em longo prazo), ele é frequentemente presunçoso: sua meta é ser reconhecido ou nada valerá a pena. Como em geral, não vai ser reconhecido imediatamente, ele abandona a tarefa prematuramente, sem se quer terminá-lo. Tal atitude por recompensa apenas imediata, com desprezo à paciência de esperar, torna-o frequentemente paralisado e sem objetivos concretos. As tarefas do dia-a-dia também assim são raciocinadas. Quando a recompensa não é imediata, eles abandonam tal projeto ou têm dificuldade em começá-la, dando uma errônea imagem de "preguiçosos" ou "fracassados".
Em geral, as pessoas que se relacionam superficialmente ou que estão apenas no início de um relacionamento com um borderline, não fazem ideia das perturbações e relações caóticas com que vão ser recebidos em tais relacionamentos. No entanto, os indivíduos com o transtorno de personalidade limítrofe necessitam de muita ajuda e apoio, embora possam fazer de suas relações um verdadeiro "inferno". Eles não têm esse comportamento de forma proposital, pois é notável que sejam pessoas muito perturbadas emocionalmente. A pessoa que está com o borderline tem de estar ciente de que está diante de um grave transtorno, uma patologia dilacerante tanto para o próprio enfermo quanto para os familiares e pessoas próximas.

### Narcisismo e agressividade
Os borderlines têm dificuldade em avaliar as consequências de seus atos e de aprender com a experiência e, então, erram e repetem o erro, nunca aprendendo. São indivíduos tão exigentes e imprevisíveis que assim tendem a afastar todos aqueles que o cercam. Além disso, são pessoas que não têm necessidade, eles têm urgência. Não sabem adiar e não aguentam esperar.
Eles também tendem a funcionar muito mal, conforme o estresse. Quanto mais estressados e pressionados, mais pioram os sintomas. Eles sempre tendem a contornar a situação e colocam a culpa em outros, seja por suas deficiências, decepções, responsabilidades ou problemas. Também vivem da gratificação, especificamente a imediata e geralmente querem ser livres para fazerem o que quer. Porém, ao mesmo tempo desejam ter atenção. Na verdade, são eternas crianças em um corpo de adulto, por isso aparentam estar se fazendo de "vítima".
"Eu os agrido, vocês me devem, vocês precisam fazer tudo por mim e eu nada por vocês" é frequentemente um lema em mente dos borderlines. Quase nunca eles se importam com as necessidades alheias, porque tendem a priorizar as suas. Acusam de forma egoísta e injusta que seus pais deveriam gastar mais dinheiro com o indivíduo borderline, do que com eles próprios, por exemplo. Ou então exigem toda a atenção, paciência e carinho para si mesmos ("Você tem que me tratar sempre bem.") e pouco retribuem ("Eu te maltrato, mas você não pode me maltratar, apenas me dar carinho e apoio."). Isto evidencia um "quê" de egoísmo típico traço narcisista no paciente borderline, por isso tem dificuldade em perceber o lado do outro, ou de distinguir o rosto do outro, só conseguindo visualizar suas próprias necessidades. Interesses genuínos são raros. Se, por acaso, suas necessidades são ignoradas, borderlines sentem-se profundamente irritados por não terem sido levados em conta. Segundo Kernberg, é a difusão de identidade responsável por tais percepções empobrecidas. Como o próprio borderline não tem uma identidade bem definida, obviamente, eles têm grande dificuldade em enxergar o outro, afinal, não consegue enxergar-se com precisão. Por causa dessa dificuldade em enxergar o outro, o borderline pode ser notavelmente difícil em ter amigos ou namorados, ou então, mantê-los. Ele se aborrece com facilidade com qualquer assunto que não lhe diga a respeito, necessitando sempre ser o centro de tudo. Como nem sempre isso ocorre, ele se irrita excessivamente podendo causar sérios prejuízos em tais relacionamentos.
Apesar do histriônico desejar também ser sempre os centros das atenções, a grande diferença, é que quanto tudo gira em seu redor, ele sente sua carência afetiva momentaneamente preenchida, nada mais lhe falta. Nesse caso, a outra pessoa existe e é levada em conta a sua existência. Quanto ao borderline, seu vazio é momentaneamente preenchido, entretanto, a outra pessoa existe apenas para satisfazê-lo naquele instante.
Limítrofes são pacientes que têm uma grande incapacidade em haver relações humanas "normais" e dão a aparência de não se ressentir com as emoções de outros humanos. Eles irritam-se facilmente por coisas banais. Por isso, apesar do borderline conseguir demonstrar certa "normalidade" em várias situações triviais, eles exibem escandalosamente a incapacidade em controlar sua raiva (ex.: acessos de mau humor por ter que esperar a ser atendido no hospital. Ou tratar grosseiramente o médico). Em suma, eles reagem normalmente até o momento em que seu humor radicalmente muda.
Borderlines podem demonstrar com frequência mau humor e agressividade, especialmente com pessoas íntimas. Porém, geralmente saem de seus ataques de raiva como se nada tivesse acontecido, e não conseguem entender por que o outro ficou magoado, demonstrando assim uma dificuldade em compreender a realidade e os sentimentos alheios. Eles sempre tendem a achar que têm a razão de tudo e facilmente exprimem um bloqueamento na interpretação dos sentimentos de outras pessoas.
Quando o borderline crê ter sido tratado de maneira injusta (que seja real ou não), ele reage agressivamente e impulsivamente. Às vezes, muitos gestos de outras pessoas são interpretados falsamente ou qualificadas como hostis. Esses indivíduos têm dificuldade em interpretar justamente o comportamento de outros. Sua percepção sobre outros é muito instável e distorcida sempre para desconfianças. Acreditam que as outras pessoas não são nada confiáveis e são especialmente maldosas.
Pelas outras pessoas, erroneamente o borderline é classificado como "mimado", rebelde, estressado, louco ou apenas o "seu modo de ser". Contudo, seu "modo de ser", na realidade, é um modo de ser doentio.
O borderline tem dificuldade em relação a limites. Ele não conhece limite e necessita de limite para se sentir seguro, entretanto, ele torna-se agressivo ou violento caso uma oposição frontal venha ao encontro dele. Quase nunca colocar limites nesses pacientes serve como uma atitude significativa, porque eles tendem a entender isto de forma errada, como uma atitude de rejeição. Os limites podem e devem ser colocados, mas com muita cautela, para que eles não se sintam ameaçados e maltratados.
Nas relações íntimas, borderlines podem ser francamente insuportáveis, irritantes ou assustadores. Ao tempo que se mostram carentes de afeto, com grande necessidade de apoio e cuidado, podem se mostrar muito manipuladores e irritantes. Facilmente tornam-se embravecidos e sua afetividade é marcada por ansiedade, raiva ou depressão, sendo que tais emoções não são dissimuladas. Demonstram agressividade ou raiva intensa inadequadamente. Por trás dessa rebeldia, escondem um medo profundo de serem rejeitados. Eles necessitam da outra pessoa a todo instante, podendo parecer egoístas porque se comportam como só estão ao lado de alguém, para receber cuidado e afeto, sem se importar se suas manipulações e maus tratos estão a prejudicar ou não o outro. Na realidade, esses indivíduos raramente experimentam emoções genuínas, por vezes sentem um vazio afetivo, sendo que a raiva é a emoção mais sentida nessas pessoas. Contudo, quando sentem emoções plenamente razoáveis, tendem a proteger-se delas. Muitas vezes evitam ou negam sentimentos com medo de terem alguma frustração e machucar-se mais ainda. Podem, ainda, tentar defender-se e dissimular sentimentos e contorná-los, demonstrando frieza ou desprezo, entretanto, por dentro, corroem-se de decepção e medo de serem rejeitados. Assim, suas vidas tornam-se mais instáveis, porque tendem a mudar de amizades, grupos, cidades etc. que consideram "ameaçadoras".
Em relação ao relacionamento familiar, o borderline exige demais da sua família que pode, com razão, cansar-se das suas exigências e das suas agressões.
O borderline pode se tornar agressivo quando contrariado. Como é uma pessoa sensível e perspicaz, ele saberá como agredir, conseguirá escolher pontos vulneráveis dos circunstantes. A tendência da família e pessoas de sua intimidade, nesse momento, será considerá-lo manipulador, agressivo, esperto, capaz de grandes atrocidades. No entanto, na realidade, o borderline é por si uma pessoa frágil e delicada, mas que, sem querer, demonstra o contrário. Ele agride por total desespero. Sua violência, geralmente, ocorre com mais frequência quando se sente rejeitado, incompreendido ou contrariado.
O borderline submete seus familiares a algumas "torturas", exigindo e agredindo, embora com isso estejam apenas tentando reviver experiências passadas na quais a relação entre ele e seu cuidador não foi capaz de lhe proporcionar boas condições emocionais. Em geral, o borderline tenta refazer o caminho não realizado no início de sua vida, com as mesmas pessoas (pai, mãe ou outros responsáveis, por exemplo) que não foram capazes de fazê-lo anteriormente.
Como o borderline tem a tendência de não enxergar o outro, vinculando-se apenas a seus interesses mais imediatos, às vezes ele pode tomar atitudes pouco recomendáveis com seus familiares e pessoas íntimas. Eles podem trair, mentir, criticá-los, pôr sempre a culpa em outros, colocá-los em situação financeira difícil, esconder, querer destruir o que o outro possui, querer se vingar e muitas outras coisas do gênero. São atitudes ditas sociopáticas (ou psicopáticas), que menos do que punição, exigem compreensão para não mais se repetirem. Contudo, a família quase sempre não entende isto, sendo assim uma tarefa difícil de convencer a família que o borderline, assim como sociopatas, dificilmente aprende com seus erros e punições. Para eles, raramente castigos e punições funcionam. Pelo contrário, tais punições são seguidas de mais agressividade e raiva, por parte dos borderlines, que entendem isso como rejeição. Não que o borderline não precise de limites destas atitudes. Por causa de seu narcisismo, ele considera muito justo que tudo seja para uso próprio, que tudo esteja voltado para ele. É claro, entretanto, que ele tem de saber o quão importante é reconhecer que é impossível ele continuar a ter atitudes egoístas, essencialmente porque tais atitudes afastam as pessoas das quais ele tanto necessita.
No entanto, o borderline não somente "agride" os outros, como também se "autoagride". Frequentemente a "autoagressão" ocorre de forma manipulativa, para causar no outro um sentimento de culpa e arrependimento. A automutilação é uma das principais potenciais características do transtorno. Tais atitudes impulsivas podem ser vistas por inúmeras formas e são tidas como triplo sentido: ao tempo que significam desespero, depressão e dor emocional atenuada com a dor física, a automutilação pode ser uma forma de conseguir atenção, bem como culpar pessoas à sua volta, em momentos de raiva. Alguns atos autodestrutivos usados por borderlines pode ser: cortar-se, queimar, arranhar, bater-se, cutucar-se, roer unhas, além de abusar de medicamentos, expor-se a acidentes e situações perigosas, não se importar com sua saúde expondo-se a doenças. Pode ocorrer também abuso de substâncias psicoativas, café, ingestão de doces em exagero, dirigir imprudentemente, dormir em excesso e praticar sexo inseguro. Gastar dinheiro sem controle, comer compulsivamente, roubar utensílios de pouco valor monetário (cleptomania) entre outros comportamentos prejudiciais a si próprio também podem ocorrer. Engajam-se em tais atitudes para se libertarem de sentimentos crônicos de vazio, mas causam grande arrependimento após cumprir essas ações. Às vezes, as outras pessoas podem perceber ou questionar-se sinais evidentes de automutilação em borderlines (ex.: vários arranhões percebidos no braço, hematomas ou cortes). Mas via de regra, eles tendem a apresentar argumentos implausíveis ou pouco explicativos em relação a tais ferimentos, com medo de que descubram seu comportamento autodestrutivo. Pessoas com o distúrbio, também pode haver períodos em que se isolam socialmente.

### Desconfiança e histeria
Eles estão sempre a reclamar de algo, talvez querendo manter um cuidador perto de si, mas não têm capacidade o suficiente para nutrir uma relação saudável e estável. Para isso, eles são vistos como exímios manipuladores com tendência a manter perto de si a qualquer custo outra pessoa que seja sua "cuidadora". Isso pode ser conseguido de várias maneiras como já citadas, entre elas, ficar doente emocional ou fisicamente é frequente. Primordialmente, mostram-se aparentemente normais a fim de conseguir um vínculo. Entretanto, acabam por criar sérias confusões, mas sempre tendem a se fazer como as vítimas injustiçadas. Assim como pessoas portadoras do transtorno de personalidade histriônica, limítrofes podem glorificar doenças podendo estar cronicamente doentes (ex.: depressão, gripes que não saram, novos sintomas que sempre aparecem sem causa aparente, queixas hipocondríacas etc.).
Indivíduos limítrofes também têm alta probabilidade às dissociações, histeria e podem ter problemas com amnésia, frequentemente com falhas de memória. Eles também têm grande taxa de desenvolvimento ao transtorno dissociativo de identidade (personalidade múltipla), isto é, quando um indivíduo eclode mais de uma personalidade para lidar com as situações estressantes. Esses pacientes apresentam comumente um quadro conhecido como despersonalização ou desrealização. Nesta ocasião, o borderline — geralmente após algum evento que causa angústia e frustração — pode sentir-se como irreal, inexistente. Quando estão numa crise de despersonalização, o indivíduo é tomado por sensações gravemente perturbadoras como ter a sensação de que o mundo em sua volta não é real — nem eles próprios — e de que tudo parece um sonho. Podem sentir-se anestesiados, como se estivessem a ver suas próprias vidas num filme — ou seja, do lado de fora. Também podem sentir-se fora de seus corpos sendo que esta sensação de irrealidade é tão conturbada que, muitas vezes, os levam a cometer atitudes "automáticas" impulsivamente. Nesses casos, o borderline pode ter um comportamento autodestrutivo para certificar-se de que ele é real e está vivo. Geralmente, essas crises de desrealização são precedidas por rejeições sentimentais ou ameaças de abandono (reais ou imaginadas) percebidas pelo borderline sendo que a volta da pessoa amada muitas vezes ocasiona a remissão desses sintomas de irrealidade.
Às vezes, o comportamento de alguns borderlines pode demonstrar como obtinham carinho e consideração, em épocas remotas (especificamente quando crianças). Por isso, eles podem ocasionalmente mostrar um comportamento francamente sedutor para conseguir cuidado, alternando drasticamente, após a intimidade, o papel entre o sedutor e o vingador de maus tratos passados.
Essas pessoas podem mostrar-se simpáticas socialmente, mas em geral, as relações interpessoais desses indivíduos podem ser escassas. Principalmente porque borderlines têm dificuldade em nutrir confiança em relação aos outros, por vezes são desconfiados e têm reações paranóides. Podem ter certeza que existem conspirações contra eles, que estão a enganá-los ou criticá-los, ou que estão querendo passá-lo para trás; em suma, para o borderline ninguém é digno de confiança e em momentos de grande estresses essas características tornam-se exacerbadas. Essas ideações paranóides ocasionam no borderline um gatilho para explosões de agressividade e mau gênio, uma vez que o paciente acredita com veemência que as outras pessoas são inconfiáveis. Portanto, as outras pessoas ficam sem entender exatamente o que causou no borderline uma crise de raiva e agressividade súbita. O limítrofe costuma enxergar mentiras, traições e paranóias em lugares e pessoas nas quais, na realidade, não existem. Por exemplo: num relacionamento íntimo, o borderline é frequentemente aquele indivíduo que simplesmente por ver o parceiro conversar com outra pessoa acredita que está a ser traído, demonstrando explosões súbitas de mau gênio, cólera e ciúmes patológico. Portanto, eles acabam por mostrar emoções totalmente desproporcionais à realidade porque são pessoas excessivamente inseguras e com grande dificuldade em confiar no outro. Portanto, a possessividade e o ciúmes patológico são sintomas muito comuns entre pacientes portadores da personalidade borderline. Essa insegurança somada às ideações paranóides causam sentimentos de ciúmes intenso por situações triviais que seriam toleradas normalmente por uma pessoa equilibrada emocionalmente. Sendo assim, suas relações geralmente são superficiais e recheadas de desconfianças. Esses indivíduos sempre estão a esperar dos outros apenas crueldades, traições e frustrações, como se as outras pessoas fossem sempre maldosas e traíras. Quando estabelecem um relacionamento mais íntimo, esse comportamento anormal fica exageradamente evidente.

### Reatividade do humor e impulsividade
Borderlines têm frequentemente flutuações do humor intensas, imprevisíveis e constantes. De manhã, podem ver a vida como muito aceitável. À tarde, bruscamente sentem um grande vazio com intensa vontade de se suicidar. E, à noite, radicalmente seu humor novamente muda e sentem uma grande ansiedade com desejo compulsivo de se acabar em guloseimas, por exemplo.
A impulsividade no borderline sempre está relacionada à desesperança, falta de apoio, intensa sensação de rejeição e vazio, o que leva, no desespero, por atos impulsivos autodestrutivos.
O borderline é confundido com frequência com quadro maníaco por conta do humor instável. Isto ocorre porque ele pode apresentar-se acelerado ou animado, por estar apaixonado por alguém e sendo correspondido, se sentindo amado, por exemplo. Angustiado ou delirante, também se encontra acelerado. De outro lado, pode tornar-se lento e excessivamente depressivo num piscar de olhos. Nestes casos, a confusão com uso de drogas ou bebidas alcoólicas também é frequente. Contudo, ele pode passar da animação para a depressão rapidamente, sempre dependendo das circunstâncias a que esteja submetido. Portanto, a grande diferença básica do indivíduo borderline com o portador da doença bipolar é exatamente duas características principais: diferente do bipolar, o borderline apresenta variações do humor e emoções muito mais rápidas que o bipolar. Enquanto o borderline oscila várias vezes num dia só sempre dependendo de circunstâncias externas e frustrações, o bipolar apresenta seu mesmo estado afectivo durante maior tempo — num dia o bipolar está bem mas no dia seguinte torna-se depressivo sem motivo algum. O borderline caracteristicamente tem seu humor ligado sempre às frustrações, conquistas e situações externas, por isso seu humor tem reatividade mais intensa. Enquanto o bipolar independe de situações externas — com ou sem frustrações ou conquistas, o bipolar continuará no seu mesmo estado afetivo, sem ter um motivo concreto para isto.
Além disso, frequentemente a depressão e o transtorno afetivo bipolar são confundidos com a desordem borderline de personalidade. Contudo, talvez uma das principais diferenças seja que além de todos os outros sintomas típicos de limítrofes, tanto a depressão unipolar como a da bipolaridadade, se caracterizam por sensação de culpa, inferioridade, sem um motivo concreto para este estado de ânimo. Enquanto isso, a depressão do borderline se caracteriza essencialmente em razão de um vazio existencial, um buraco nunca preenchido, uma vida sem sentido, do tédio diante de seus objetivos e ideias de fracassos de frustração em relação a ideais não atingidos. Na depressão, o sentimento de inferioridade e culpa estão sempre presentes. No borderline, esses sentimentos são inexistentes e são substituídos por raiva constante. Como o borderline também pode se sentir muito angustiado, podendo passar dias e anos na cama, isso frequentemente é confundido ainda mais com a depressão (uni ou bipolar). Outra diferença importante entre os transtornos é que como o borderline precisa sempre de uma pessoa consigo que lhe minimize o sentimento de vazio, quando uma pessoa significativamente importante está presente, o limítrofe permanece tranquilo, enquanto sente que a presença do outro está evidente e cuja sensação de abandono está ausente. Diferente do depressivo ou bipolar que tendo ou não uma pessoa consigo, continuará a sentir-se depressivo, triste e mal-humorado.

### Início dos sintomas
Frequentemente, na etapa inicial (ex.: começo da adolescência, por volta dos 12 anos de idade) da eclosão dos sintomas do transtorno de personalidade limítrofe, sintomas como má adaptação social, baixo rendimento escolar e comportamentos anormais são comuns. Há também deficit na regulação dos afetos, agressividade, conflitos no ambiente familiar, tentativas de suicídio e depressão grave. A etapa secundária, no fim da adolescência ou início da idade adulta (na faixa dos 18 aos 21 anos), todos os sintomas propriamente ditos ficam evidentes, tendo seu auge por volta dos 25 anos de idade, causando grande prejuízo. O distúrbio também fica muito mais evidente quando o doente encontra-se apaixonado ou num relacionamento sentimental, uma vez que o transtorno de personalidade borderline pode se classificado como um grande vilão das relações íntimas. Contudo, é sábio que o transtorno tende a ser atenuado conforme a idade, sobretudo próximo dos 40 anos de idade. Talvez pelo fato de que ao passar do tempo, as pessoas ficam menos enérgicas e mais “maduras emocionalmente” que aos 20 anos de idade. Assim como todos os transtornos de personalidade, quase nunca borderlines acreditam sofrer de uma patologia ou que sua conduta e comportamentos são muito problemáticos. Eles tendem a culpar os outros, como causadores de discórdias e outras atitudes típicas de fronteiriços, em geral com argumentos implausíveis, e acreditam que "são normais": o que causam-lhes sofrimento são as outras pessoas.
As estatísticas apontam que 93% das pessoas portadoras do transtorno de personalidade borderline também apresentam um transtorno afetivo concomitante, especialmente depressão nervosa e transtorno afetivo bipolar. Além disso, estima-se também que 88% apresentam um transtorno de ansiedade, especialmente o transtorno do estresse pós traumático e diversas fobias em geral. A conduta suicida no borderline pode ser maior naqueles com história prévia de tentativas de suicídio, história de abuso sexual e comorbidade com abuso de substâncias e/ou depressão nervosa. Comportamentos histriônicos e psicopáticos são fenômenos fortemente presentes em borderlines. Muitas vezes, o borderline é confundido com o psicopata e histriônico por apresentar comportamentos semelhantes e, não raramente, ocorrem simultaneamente. No padrão geral de patologia grave, as famílias de pacientes borderline têm como características mães intrusivas e dominadoras e pais distantes, sendo que as relações conjugais são predominantemente conflitivas.
Em suma, o transtorno de personalidade borderline é tido como um dos transtornos mentais mais devastadores, sobretudo na área de relacionamentos interpessoais, sendo também dos mais difíceis de ser tratado.

## Psicopatologia II

### Pensamento extremista
- Borderlines têm raciocínio 8 ou 80, branco ou preto, amor ou ódio, ótimo ou péssimo, perfeito ou terrível mas nunca o cinza ou meio termo.
- Eles vêem as pessoas drasticamente como perfeitas ou terríveis. Para eles, não existe o "mais ou menos", ou a pessoa é perfeita ou a pessoa é terrível. Se não é perfeita é terrível e vice-versa;
- Se a pessoa é perfeita, ótima ou boa ela merece ser tratada muito bem, como um deus. Quando a pessoa é horrível, péssima ou má, ela merece ser tratada muito mal, como um demônio;
- Eles têm esse pensamento também consigo mesmos: se hoje eles se vêem como perfeitos, eles acham que merecem serem tratados como os melhores, como os principais e terem toda a atenção do mundo, caso contrário, eles se tornam terríveis, merecedores de maus tratos, punições e automutilações;
- Pensamentos "tudo-ou-nada" aparecem em muitas outras áreas da vida do borderline. Quando há um problema, algumas pessoas com desordem borderline podem sentir como se existisse apenas uma solução. Uma vez que a ação é feita, não há retorno. Por exemplo "faça tudo, ou não faça nada". Uma mulher no trabalho, recebeu novas ordens na qual ela não gostou, sua solução foi deixar seu emprego;
- Têm dificuldade em terminar o que começam. Isso vai desde uma simples leitura de um livro, até a desistência ou interrupção de um projeto importante.
- Podem ser tidos erroneamente como "preguiçosos" por causa desse pensamento;
- Não conseguem ver o "lado bom" e o "lado ruim" de cada pessoa, objeto ou circunstância: acreditam que o objeto é totalmente bom, ou totalmente ruim, alternando drasticamente entre o primeiro e o segundo, várias vezes;
- Têm dificuldade em verem defeitos ou más qualidades em pessoas que consideram totalmente boas ou ótimas. E têm dificuldade em enxergar qualidades boas em pessoas que consideram totalmente más ou péssimas, demonstrando uma grande resistência em entender o "meio-termo" das coisas e situações.
- Sua opinião sobre alguém é baseada frequentemente em sua última interação com ele, porque têm dificuldade em integrar os traços bons e ruins de uma só pessoa;
- Em cada momento particular, alguém é "bom" ou é "mau", não há nada no meio, nenhuma área cinzenta;
- Eles também podem sentir que seus relacionamentos devem ser claramente definidos: ou é amigo ou é inimigo. Ou é seu amante apaixonado ou um companheiro platônico. Esta é a razão porque as pessoas borderlines podem ter dificuldade em ser amigos após o fim de um romance.[142]

### Manipulações
- Manipulam as pessoas através de chantagens emocionais pouco evidentes como brigas, discussões e conflitos que na verdade são a forma de que encontram para testarem as pessoas das quais necessitam;
- Demonstram seus medos através de irritabilidade, mau humor, raiva e agressividade;
- Tentam se proteger através da raiva;
- Críticas e acusações são típicos mecanismos de defesas usados por borderlines; na verdade eles estão a criticar-se mas o fazem com os outros por não terem coragem de verem o seu verdadeiro "eu".
- Às vezes, as críticas e acusações se tornam abuso verbal;
- Agem de maneira extrema, exagerada ou manipuladora para conseguir o que quer;
- Acusam os outros de terem dito coisas que nunca disseram, de terem feito coisas que nunca fizeram, de terem acreditado em coisas que nunca acreditaram;[142]
- Conseguem reconhecer o ponto fraco das pessoas as quais conhecem muito bem, utilizando de tal conhecimento para manipulações e terem êxito nas suas necessidades;[142]
- Chantagistas para conseguir o que quer;
- Eles vivem a testar o amor e afeição das outras pessoas, pois muitas vezes não conseguem acreditar que as pessoas possam amá-los de verdade.

### Instabilidade excessiva
- Borderlines têm uma grande instabilidade emocional evidente: pessoas instáveis sentem tudo de forma intensa, ferindo-se facilmente e deixam-se abalar por situações externas e internas por motivos pouco importantes ou até mesmo fúteis. Eles não conseguem manter o mesmo humor e emoções durante um longo período (no caso do borderline, ele não consegue manter um humor estável num mesmo dia, alternando muitas vezes). Uma característica típica de pessoas instáveis emocionalmente são as constantes brigas no ambiente intrafamiliar, por exemplo, por isso são tidos como agressivos, briguentos ou que reclamam demais.
- Mudam de comportamento de forma muito rápida, em questão de segundos: com pessoas que conhecem muito bem (tal como familiares ou cônjuges), tratam-nas mal com frequentes discussões e provocações, mudando rapidamente para gentis e adoráveis com as outras pessoas na qual têm pouco intimidade;[142]
- Muitas vezes, as outras pessoas não acreditam nos familiares que relatam esse comportamento;
- Agem de forma controlada e apropriada em várias situações, mas extremamente fora do controle em outras;
- Facilmente desvalorizam alguém. Podem amar a pessoa em um minuto, mas por qualquer deslize, contrariedade ou um simples "não" vindo da outra pessoa, passam a odiá-la em questão de segundos a ponto de maltratá-la e não sentir remorso disso, uma vez que de repente, o outro transformou-se drasticamente em uma pessoa "terrível" que merece ser tratada assim como ela é vista. Tais desvalorizações rápidas são precedidas por motivos pouco perceptíveis para a outra pessoa que termina sem entender o motivo por qual foi cruelmente maltratada.
- Ao mesmo tempo que querem a intimidade, eles não querem. Eles têm medo de muita intimidade, por isso alguns relacionamentos podem ser superficiais.
- Às vezes eles querem estar perto do outro, outras vezes quer estar longe;
- Empurra o outro para longe justamente quando o outro está se sentindo próximo;
- Limítrofes tendem a ser aquele tipo que quando querem alguma coisa, ficam ansiando e sentindo uma grande vontade de ter aquilo, contudo, se conseguem, enjoam, não querem mais ou passam a odiá-lo facilmente;
- Eles têm dificuldade em dizer exatamente o que gostam, o que querem, de modo que há uma notável tendência à instabilidade em seus gostos, comportamentos, identidade e autoimagem;
- Eles frequentemente não sabem quem são, não sabem o que gostam, mudam de gosto drasticamente de um segundo a outro, não sabem o que querem ou então mudam de opiniões e objetivos a todo momento;
- Sua orientação sexual também pode ser instável: uma boa parte dos borderlines têm dificuldade ou instabilidade em relação à sua própria orientação sexual, sendo que também não sabem o que são, mudando rapidamente de uma identidade sexual para outra. Por exemplo, eles podem não ter certeza se são realmente heterossexuais ou homossexuais, ou então podem ser bissexuais (isto não é regra);
- Borderlines são cheios de imagens contraditórias de si mesmos. Eles relatam geralmente que sentem o vazio interior, que são pessoas diferentes dependendo de com quem estão;
- Esses indivíduos possuem tanta dificuldade em saber "quem são" que, em casos mais graves, perdem totalmente a noção da sua própria identidade, procuram um modo de "achar-se" em algum outro tipo de identidade, possuem sentimentos de que irão desaparecer ou fundir-se e de que não são reais ou são inexistentes;
- Mudam de desejos, opiniões e humor num piscar de olhos;
- "Mantenha a distância um pouco próximo": o borderline pode começar a se sentir subjugado ou com medo de estar perdendo o controle quando uma pessoa se aproxima demais dele. Ao tempo que ele quer a intimidade, ele não sabe como estabelecer limites de maneira saudável, e a intimidade genuína pode fazê-lo sentir-se vulnerável ou abusado. Ele talvez esteja com medo de que o outro possa ver o seu "verdadeiro" eu, fique enojado e o abandone. Então, ele começará a se distanciar para evitar se sentir vulnerável ou controlado. Ele pode arranjar uma briga com o outro, "esquecer" alguma coisa importante ou fazer algo dramático ou explosivo. Mas então a distância o faz se sentir solitário. Os sentimentos de vazio pioram e o seu medo de abandono se torna forte. Então ele faz esforços frenéticos para se aproximar novamente e o ciclo de repete.[142]
- O indivíduo limítrofe muda de comportamento drasticamente, sem motivo evidente, tal como passam de um comportamento delicado e gentil para frio, seco ou distante.

### Narcisimo e histrionismo
- Podem parecer egoístas ou egocêntricos;
- Suas emoções e sentimentos são tão intensos que eles têm dificuldade em colocar as necessidades dos outros em primeiro lugar, acontecendo o contrário: suas necessidades são colocadas antes das dos outros, pouco importando se a pessoa em relação é seu filho, pai, mãe etc.;[142]
- Eles se sentem ignorados quando não são o foco da atenção;
- Visto sob esta ótica narcisista, o borderline é um balão inflado a ar - por fora, uma imagem adulta poderosa; por dentro, uma criança frágil, impotente e triste
- Fazem ou dizem algo impróprio para receber atenção e cuidado quando se sentem ignorados. Por quererem atenção, tais traços histriônicos podem estar presentes, tais como: às vezes o borderline pode se vestir sexualmente provocante para receber cuidado e atenção, podem inventar histórias ou exagerá-las, exagerar sintomas ou doenças, entre outros comportamentos a fim de reafirmar sua presença;[142]
- Alguns borderlines podem jogar o papel de vítima para si mesmos, porque isso atrai atenção solidária, fornece uma identidade e lhes dá uma ilusão de que não são responsáveis por suas próprias ações;
- Há uma evidente exigência narcisista no borderline: alguns borderlines frequentemente trazem o foco da atenção para si mesmos. Algumas pessoas com personalidade borderline puxam a atenção para si mesmos por ficar se queixando de doenças; outras talvez ajam inapropriadamente em público. Esse comportamento narcisista pode ser sobrecarregante especialmente para as outras pessoas que não possuem o transtorno de personalidade borderline, visto que o limítrofe nem mesmo considera como suas ações afetarão a outra pessoa.[142]
- Negam os efeitos de seu comportamento em outros, frequentemente diz que os outros exageram;
- Cheia de auto-ódio, a pessoa borderline talvez acuse os outros de odiá-la ou de nunca amá-la. Com medo de ser abandonada, ela pode se tornar tão crítica e facilmente enfurecida, que por fim desejam realmente abandoná-la. Então, incapaz de enfrentar a causa de sua dor, o borderline pode culpar os outros e se colocar no papel de vítima;[142]
- Às vezes, podem ser exageradamente dramáticos, fazendo "tempestade em copo d'água";
- Podem ser tidos como incapazes de demonstrar gratidão.

### Irritabilidade e comportamento briguento
- Irritam-se muito facilmente, sendo que muitas vezes por motivos inexistentes ou incomprensíveis aos olhos dos outros. Às vezes os familiares não sabem o motivo que levaram o borderline a adotar um comportamento agressivo para com eles, por exemplo.
- Generalizando, o borderline é facilmente conhecido por pessoas íntimas como uma pessoa: geniosa, "de lua", que fica brava facilmente, indecisa, imprevisível, egocêntrica, controladora, perspicaz, exagerada, rude, áspera, indelicada e emocionalmente desequilibrada. No entanto, demonstra paralelamente grande carência afetiva e fragilidade emocional.
- São indivíduos que têm dificuldade em demonstrar o amor, carinho e generosidade de forma genuína, embora o sintam de forma sincera
- Eles podem criar crises ou brigas desnecessárias, demonstrando um estilo de vida caótico e desorganizado;
- Geralmente, o que parece ser raiva, impulsividade, agressividade e comportamento manipulativo é na realidade uma tentativa mal-orientada de extrair envolvimento e afeição;
- O borderline vive constantemente num caos. Ele pode deliberadamente levantar argumentos e isso em constante conflito com outros. Ele também pode ser fanático por drama, desde que isso crie agitação;[142]
- Como não toleram frustração e não controlam a impulsividade, podem acabar se envolvendo na criminalidade antes de receber qualquer ajuda médica ou psicoterápica: tal é o grau de desordem de suas vidas, que os pacientes borderline geralmente viram caso de polícia antes de virarem caso de psiquiatria;
- Tentam diminuir o vazio, a dor interna e a tensão interior através da raiva e brigas.

### Sequelas de abuso na infância
- Alguns especialistas acreditam que o transtorno de personalidade limítrofe seja uma síndrome consequente de graves sequelas na personalidade, decorrente de diversas formas de abuso na infância;
- Uma boa parte das pessoas com o transtorno tiveram uma infância traumática (porém, isto não é regra geral);
- Borderlines têm dificuldade em confiar nas pessoas (especialmente se houve abuso), sobretudo nos indivíduos do mesmo sexo do abusador;
- Borderlines com histórico de abuso, podem repetir o roteiro do passado. Eles tendem a se sentir eternamente vitimados porque estão condicionados a esperar o comportamento cruel das pessoas em que confiam. Quando crianças, podem ter se sentido responsáveis pela circunstância traumática. Podem ter acreditado que algo neles levou as pessoas agirem daquela forma cruel. Então, quando adultos, essas crianças anteriormente abusadas esperam o pior das pessoas, existindo sempre um grande pessimismo. Interpretam o comportamento normal como cruel ou negligente e reagem com a raiva, desespero ou humilhação intensa. As pessoas em torno deles ficam confusas porque não podem ver o que realmente provoca o seu comportamento;[142]

### Desconfiança e ideias paranóides
- Borderlines têm dificuldade em confiar nas pessoas;
- Têm frequentemente ideias paranóides, estas são maiores em períodos de estresse ou sensação de abandono e solidão;
- Borderlines caminham numa linha tênue entre sanidade e a loucura, às vezes se desequilibram e acabam por caminhar francamente na loucura, com alucinações e ideias delirantes, especialmente em situações estressantes, embora não possam ser diagnosticados como totalmente psicóticos ou esquizofrênicos.
- Manias de perseguição e pensamentos paranóides são comuns;
- Facilmente interpretam as ações de outras pessoas erroneamente como hostis, ameaçadoras, irritantes ou zombadoras, o que causa um gatilho para explosões de irritabilidade e brigas constantes, porque tendem a reagir da mesma forma pela qual acreditaram ter sido tratados.

### Despersonalização
- Borderlines podem sentir que não são reais, são inexistentes, especialmente quando estão sozinhos;
- Em momentos de grande estresse ou quando percebem o abandono real ou imaginado, podem dissociar-se, existindo assim a despersonalização. Eles relatam tal fenômeno sendo frequente, mas que aumentam de intensidade nos momentos em que estão a sós ou sentem-se abandonados, ignorados ou rejeitados;
- A despersonalização pode ser referida por uma sensação de irrealidade, de que nada mais é real em sua volta, nem eles mesmos. Podem acreditar estar num sonho ou pesadelo, cuja sensação de irrealidade é fortemente angustiante. Ainda podem relatar que estão num filme e vêem tudo como se estivessem fora do corpo, como se tivessem se desprendido da sua própria personalidade ou do seu corpo. Tais sensações são tão fortes que podem se sentir deprimidos e angustiados, sendo às vezes um gatilho para a automutilação (podem se mutilar para sentir que são reais);
- Quando estão tendo uma crise de despersonalização, as outras pessoas podem perceber um comportamento levemente anormal, como por exemplo, uma falta de atenção, como se a pessoa estivesse longe, distante ou "viajando";
- Alguns borderlines podem conviver dias, semanas e até meses com despersonalização, sendo pegos a todo instante pela sensação angustiante de irrealidade e de desprendimento do corpo.
- Algumas pessoas relatam que olhar-se no espelho bem como se lembrar da despersonalização piora o quadro, pois sentem-se irreais ou inexistentes;
- Borderlines podem ter problemas com a memória e atenção, especialmente em momentos de dissociações tais como a despersonalização. Eles podem ter "brancos" e apagões, esquecimentos sobretudo após essas situações.
- Geralmente a despersonalização é precedida geralmente por dois motivos: ou o sentimento de rejeição por uma pessoa amada ou por indagações e dúvidas a respeito de quem ele é, do que ele gosta. Como o borderline não consegue ter uma identidade concreta e definida, ele não consegue se autodefinir, não tem certeza de quem ele é e possui um grande sentimento de ter se perdido de si próprio ou de que sua identidade é falsa ou copiada. Por isso a instabilidade em suas vidas. Sua identidade é, a todo momento, construída e destruída, gerando uma inconstância insuportável.

### Sentimentos e emoções
- Possuem intensos sentimentos crônicos de vazio e tédio. Nada os preenche, nada os satisfaz, tudo vira enjoativo, monótono e tedioso rapidamente;
- Eles se sentem a maior parte do tempo irritáveis, ansiosos ou desconfiados;
- Eles se sentem ignorados por motivos insignificantes para outras pessoas;
- Raramente dizem com palavras que têm medo de serem rejeitados. Sempre demonstram isso através de manipulações, chantagens, discussões e agressões, mas jamais admitem;
- Acreditam que "quem ama não abandona", se "não ama, então, odeia" (pensamento extremista);
- Recordam de situações de modo muito diferente de outras pessoas ou então se acham incapazes de se lembrar de tudo;[142]
- Se veem como pessoas más (ou fora dos padrões);
- Por terem esse tipo de sentimento, eles demonstram baixa responsabilidade por si só;
- Eles se sentem muito merecedores de atenção, entretanto, sentem-se como se nunca conseguissem, como se nunca fossem receber amor, atenção e afeto. Um simples "não" de uma pessoa significante para o borderline, é visto como prova de rejeição, motivo para mudar radicalmente de humor;
- Sentem-se irreais, inexistentes ou fora de si, como se não tivessem uma personalidade;
- Eles não têm uma identidade estável. Tal identidade é destruída e remontada a toda hora, por isso a instabilidade e incertezas são constantes na vida de um borderline.
- Tentam preencher o vazio interno através de comportamentos exagerados;
- Borderlines olham para outros para conseguir coisas que se acham difíceis de suprir a si mesmos tais como segurança, otimismo e identidade;
- O medo de abandono ou rejeição nessas pessoas é tão grande que a perda potencial de um relacionamento ou uma grande rejeição sentimental é como a perda de um braço ou perna, ou mesmo a morte. Ao mesmo tempo, sua autoestima é tão baixa que não entendem por que alguém poderia querer viver com eles. Por isso são hipervigilantes: estão o tempo todo tentando achar uma forma de comprovar que a  outra pessoa não o ama de verdade. Quando suas suspeitas são supostamente confirmadas, podem estourar em raiva, fazer acusações, chantagens, provocações, agredir, procurar vingança, mutilar-se, ter um caso, mentir e entre outras inúmeras situações extremas;[142]
- São intolerantes às ambiguidades humanas;
- Às vezes eles se acostumam a aproximar-se das pessoas de modo amigável e adorável, a fim de que cuidem-no. Mas depois percebem que nenhuma dessas pessoas são capazes disso, porque embora se sintam como uma criança por dentro, eles se parecem como adultos por fora.[142]
- Borderlines têm uma visão infantil do mundo: ambivalência, problemas constantes de objetivo, problemas de abandono/subjugamento, impaciência, problemas de identidade, exigências narcisistas, aparente falta de empatia e manipulação são todos pensamentos borderlines que imitam estágios de desenvolvimento nas crianças.[142]
- Quando uma criança de dois anos quer alguma coisa, ela quer isso agora, não amanhã. Quando o borderline está fazendo compras, por exemplo, ele é assim. Ele não consegue dizer não a si mesmo, então ele compra, mesmo que esteja com dívidas. Para uma criança, a coisa mais importante é a segurança. Para borderlines, também. O interior permanece escondido. Mas por baixo de toda a delicadeza e gentileza aparente, se esconde uma criança furiosa e aterrorizada, que é vista apenas por pessoas muito íntimas.[142]
- Alguns tendem ao Infantilismo

### Pensamentosborderline[142]
- "Eu tenho que ser amada por todas as pessoas importantes na minha vida o tempo todo senão isso significa que eu sou desprezivel";
- "Algumas pessoas são ótimas e tudo sobre elas é perfeito. Outras pessoas são inteiramente péssimas e devem ser severamente censuradas e punidas por isso";
- "Odeio quando as pessoas não dão atenção para mim;
- "Eu não tenho controle sobre meus sentimentos ou as coisas que faço em consequência deles;
- "Ninguém se importa comigo tanto o quanto deveria, então eu sempre perco todos com quem me importo - apesar das coisas desesperadas que eu tento fazer para impedi-los de me abandonar";
- "Quando eu estou sozinha, eu me torno ninguém e nada";
- "Eu não consigo parar a frustração que eu sinto quando necessito algo de alguém e não sou capaz de receber isso."
- "O que será que eu fiz para ele(a) me olhar com desdém?"

## Cisão no pacienteborderline

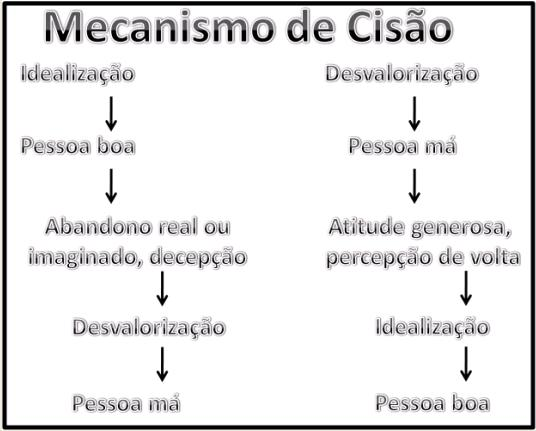
Cisão no borderline

No Transtorno de Personalidade Borderline, cisão (splitting) é um erro cognitivo característico. Esse erro é uma defesa primitiva e representa a tendência em se completamente idealizar ou completamente desvalorizar outras pessoas, lugares, ideias, ou objetos; o que significa, vê-los como totalmente bons ou totalmente maus.
Segundo alguns teóricos como Otto Kernberg, é um comportamento no ser humano, enquanto criança pequena, dividir o mundo entre "bom" e "mau". A criança não está emocionalmente madura o bastante para saber lidar com as diferenças e imperfeições das outras pessoas/coisas. Em alguma fase do desenvolvimento infantil, o indivíduo aprende a enxergar o meio-termo e a neutralidade existentes nos outros e o comportamento de separação primitivo é superado.
No TPL, por diversas razões, o mecanismo de separação se mantém na idade adulta e cria uma instabilidade emocional que afeta severa e negativamente a vida dos pacientes borderlines. Essa cisão pode resultar problemas como o estupro e envolvimento com drogas pelo mau julgamento ao escolher parceiros e estilos de vida.

## Etiologia – Causas e influências
Pesquisadores acreditam que o TPL resulta de uma combinação que envolve uma infância traumática, componentes genéticos e acontecimentos estressantes durante a adolescência, além de disfunções no funcionamento cerebral.

### Abuso infantil, trauma ou negligência
Numerosos estudos mostraram uma forte relação entre abuso infantil e o desenvolvimento de TPL. Muitos indivíduos com TPL reportam uma história de abuso, negligência e separação quando crianças. Pais de portadores foram apontados como tendo falhado em dar a proteção necessária, e negligenciado os cuidados físicos e emocional de seus filhos. Pais (de ambos os sexos) foram tipicamente reportados como tendo negado a validade dos pensamentos e sentimentos de seus filhos, de se retirarem emocionalmente em algum momento e terem tratado a criança inconsistentemente. Orfandade de algum (ou dois) dos pais também é comum entre esses pacientes. É comum, ainda, encontrar divórcios e separação parental precoce, além de histórico de abuso sexual por um responsável ou não (principalmente nas  mulheres) entre portadores de TPL.
Alguns dos casos, a forma de negligência não se dá somente na infância, pessoas que sofrem instabilidade durante a fase de formação, como na adolescência, também são propensas a apresentar os sintomas de TPL. Pessoas que sofreram bullying e humilhações frequentes na infância ou adolescência também é propensa a se tornar borderline.
De acordo com Joel Paris, “Alguns pesquisadores, como Judith Herman, acreditam que o Transtorno de Personalidade Limítrofe é um nome dado a uma manifestação particular do Estresse Pós-Traumático (EPT)". No entanto, Paris considera essa conclusão como não comprovada, uma vez que alguns portadores de TPL não têm uma grave história de traumas.

### Genética
A literatura existente sugere que traços relacionados ao TPL são influenciados por genes e já que a personalidade pode ter características hereditárias, então o TPL também poderia ser, no entanto estudos têm tido problemas metodológicos e as ligações exatas não estão claras ainda. Um estudo maior de gêmeos idênticos descobriu que se um deles atingir o critério de TPL, o outro também atinge em um terço (35%) dos casos.
Filhos de pais (de ambos o gêneros) com TPL têm cinco vezes mais chances de também desenvolver o Transtorno de Personalidade Limítrofe ou o Transtorno de Personalidade Anti-Social (Sociopatia). Além disso, pais com outros tipos de transtornos psiquiátricos tais como depressão, ansiedade ou transtorno afetivo bipolar podem ter mais chances de ter um filho com probabilidade de desenvolver outra doença psiquiátrica, incluindo o transtorno de personalidade borderline.

### Funcionamento cerebral
Neurotransmissores relacionados com o TPB incluem serotonina, noradrenalina, acetilcolina (relacionada a várias emoções e ao humor); ácido gama-aminobutírico (o maior neurotransmissor inibidor no cérebro, que pode estabilizar a flutuação de humor); e o ácido glutâmico (um neurotransmissor responsável pelo prazer).

## Tratamento
A Psicoterapia é o tratamento primário para transtorno de personalidade bordeline.
Tratamentos devem se basear nas necessidades do indivíduo, ao invés de no diagnóstico geral de TPB. Medicamentos como antidepressivos são úteis para tratar transtornos comórbidos, tais como depressão e ansiedade e alguns dos sintomas como clivagem, impulsividade e comportamento imprudente mostraram melhora com uso de antipsicóticos atípicos. Hospitalizações de curto prazo não foram mais eficazes do que cuidados comunitários para melhorar os resultados ou como prevenção de comportamento suicida a longo prazo, naqueles com TPB.

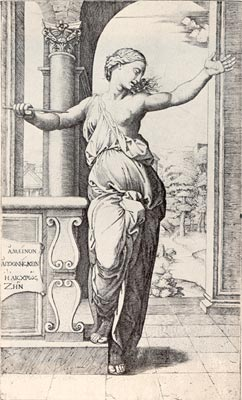
Medicamentos podem ser usados para tratar comorbidades e sintomas-alvo, mas a psicoterapia é importantíssima para um tratamento eficaz.

### Psicoterapia
Terapia de longo prazo é atualmente o tratamento mais indicado para TPB. Existem cinco tratamentos deste tipo disponíveis: Tratamento baseado em mentalização, Psicoterapia focada em transferência, Terapia comportamental dialética (TCD), tratamento geral psiquiátrico e terapia do esquema. Enquanto a TCD é a terapia que mais foi estudada, pesquisas empíricas e estudos de caso demonstram  que todos esses tratamentos são eficazes para tratar TPB, exceto a terapia do esquema. No longo prazo qualquer terapia, incluindo a terapia do esquema, é melhor do que nenhum tratamento, especialmente na redução da compulsão por se automutilar.
As terapias baseadas em mentalização e focadas em transferência são baseadas em princípios psicodinâmicos enquanto a terapia comportamental dialética se baseia em princípios cognitivos-comportamentais e na atenção plena. O tratamento geral psiquiátrico combina os princípios fundamentais de cada um destes tratamentos é considerado mais fácil de aprender e menos intensivo. Testes aleatórios controlados demonstraram que os mais eficazes são a terapia comportamental dialética e baseada em mentalização, sendo que elas compartilham muitas semelhanças. Pesquisadores estão interessados em desenvolver versões mais curtas dessas terapias para aumentar sua disponibilidade, reduzir o impacto financeiro para os pacientes e diminuir a carga de recursos que quem provê o tratamento deve alocar.
De uma perspectiva psicodinâmica, um problema especial da psicoterapia com pessoas com TPB é a intensa projeção. Ela requer que o terapeuta seja flexível ao considerar atribuições negativas pelo paciente ao invés de rapidamente interpretar a projeção.
Alguns outros exemplos de terapias indicadas as pessoas com TPB incluem:
- Terapia comportamental dialética: Estabelecida nos anos 1990, a terapia comportamental dialética se tornou uma forma de tratamento do TPB, originada principalmente como uma intervenção para pacientes com comportamento suicida. Essa forma de psicoterapia deriva da terapia cognitivo-comportamental e enfatiza a troca e negociação entre o terapeuta e o cliente, entre o racional e o emocional, e entre a aceitação e a mudança. O tratamento tem como alvo os problemas com a automutilação. O aprendizado de novas habilidades é um componente principal, incluindo consciência, eficácia interpessoal, cooperação adaptativa com decepções e crises; e na correta identificação e regulação de reações emocionais.
- Terapia do esquema: Outra forma de terapia que também se estabeleceu nos anos 1990 e tem como base uma aproximação integrativa derivada de técnicas cognitivas-comportamentais juntamente com relações objetais e técnicas da gestalt. Esta terapia se direciona aos mais profundos aspectos da emoção, personalidade e esquemas (modos fundamentais de relacionamento com o mundo). A terapia também foca o relacionamento com o terapeuta (incluindo um processo de quase paternidade), vida diária fora da terapia, e experiências traumáticas na infância.
- Terapia cognitivo-comportamental: A TCC é o tratamento psicológico mais usado em doenças mentais, mas parece ter menos sucesso no TPB, devido parcialmente às dificuldades no desenvolvimento de uma relação terapêutica e aderência à terapia. Um estudo recente descobriu que resultados com essa terapia aparecem, em média, depois de 16 sessões ao longo de um ano.
- Terapia matrimonial ou familiar: Terapia matrimonial pode ajudar na estabilização da relação matrimonial e na redução dos conflitos matrimoniais que podem piorar os sintomas do TPB. Terapia familiar pode ajudar a educar os membros da família acerca do TPB, melhorar a comunicação familiar, e prover suporte aos membros da família ao lidar com a doença de seus amados.

Um dos maiores problemas com as psicoterapias são os elevados números de abandono do tratamento pelos portadores de TPB.

### Medicamentos
Uma revisão de 2010 da Colaboração Cochrane evidenciou que nenhuma medicação demonstrou ser promissora para "os sintomas principais de TPB como sentimento de vazio crônico, perturbações de identidade e abandono." Entretanto, os autores descobriram  que alguns medicamentos podem afetar sintomas isolados associados ao TPB ou as suas comorbidades.
Dos antipsicóticos típicos estudados no TPB, o haloperidol pode reduzir a raiva e o flupentixol pode reduzir as chances de comportamento suicida. Entre os antipsicóticos atípicos, a aripiprazol pode reduzir problemas interpessoais, impulsividade, raiva, sintomas psicóticos paranóides, depressão, ansiedade e patologias psiquiátricas gerais. A Olanzapina pode diminuir a instabilidade afetiva, raiva, sintomas psicóticos paranóides e ansiedade mas um placebo teve um impacto mais positivo na ideação suicida do que a olanzapina. Os efeitos da ziprasidona não foram significativos.
Dos estabilizadores do humor estudados, valproato semisódio pode aliviar a depressão, problemas interpessoais e raiva. Lamotrigina pode reduzir impulsividade e raiva; topiramato pode aliviar problemas interpessoais, impulsividade, ansiedade, raiva e patologias psiquiátricas gerais.  O efeito da carbamazepina não foram significativos. antidepressivos, a amitriptilina pode reduzir a depressão, mas mianserina, fluoxetina, fluvoxamina e sulfato de fenilzina não tiveram efeito. Os ácidos graxos ômega 3 podem melhorar a taxa de suicídios e a depressão. Em 2010, experimentos com esses medicamentos não tinha sido replicados e os efeitos de seu uso a longo prazo não foi avaliado.
Por causa das fracas evidências e do potencial para efeitos colaterais sérios pelo uso dessas medicações, os parâmetros clínicos para tratamento e gerenciamento de TPB do Instituto NICE do Reino Unido, publicado em 2009, recomenda: "Medicamentos não devem ser usados especificamente para transtorno de personalidade borderline ou para os sintomas individuais ou comportamentos associados ao transtorno." Entretanto, "medicamentos podem ser considerados no tratamento geral de comorbidades." Eles sugerem uma "revisão no tratamento de pessoas com transtorno de personalidade borderline que não foram diagnosticadas com uma comorbidade mental ou doença física e que atualmente são tratadas através da prescrição de medicamentos, com o objetivo de reduzir e parar o tratamento com drogas desnecessário."

### Serviços
Existe uma diferença significativa entre o número daqueles que se beneficiariam do tratamento e do número daqueles que são tratados. O assim chamado "gap do tratamento" é uma função da desinclinação dos afligidos em se submeter ao tratamento, o número de diagnósticos inferior ao real pelos profissionais de saúde e a limitada disponibilização e acesso a tratamentos em estado da arte. Não obstante, indivíduos com TPB responderam por cerca de 20 porcento das hospitalizações psiquiátricas em uma pesquisa. A maioria dos indivíduos com TPB que estão em tratamento continua usando o tratamento ambulatorial por muitos anos, mas o número daqueles que usam as formas de tratamento mais restritivas e custosas, como internações, diminui com o tempo. A experiência dos prestadores de serviço varia. Mensurar o risco de suicídio pode ser um desafio para os profissionais e os pacientes tendem a subestimar a letalidade de comportamentos autodestrutivos. Pessoas com TPB tipicamente tem um risco cronicamente elevado de suicídio, muito acima do da população em geral, além de um histórico de múltiplas tentativas quando em crise. Aproximadamente metade dos indivíduos que cometem suicídio atendem ao critério para um transtorno de personalidade. Transtorno de personalidade borderline permanece como o transtorno de personalidade mais comumente associado com o suicídio.

## Prognóstico
Com tratamento, a maioria das pessoas com TPB pode encontrar alívio dos sintomas mais angustiantes e alcançar remissão, definida como uma pausa consistentes nos sintomas por pelo menos dois anos. Um estudo longitudinal que acompanhava os sintomas de pessoas com TPB descobriram que 34.5% atingiam a remissão depois de dois anos do início do estudo. Dentro de quatro anos, 49.4% atingiram a remissão e, dentro de seis anos, 68.6% haviam atingido a remissão. No final do estudo, 73.5% dos participantes estavam em remissão. Além disso, daqueles que atingiram a recuperação dos sintomas, só 5.9% tiveram recaídas. Um estudo posterior descobriu que dez anos depois da data inicial (durante a hospitalização), 86% dos pacientes tem sustentada e estável recuperação dos sintomas.

## Epidemiologia
A prelavência do TPB foi inicialmente estimada em 1 a 2 por cento da população em geral e ocorrem três vezes mais frequentemente em mulheres do que em homens. No entanto, a prevalência de TPB em um estudo de 2008 verificou-se ser de 5,9% da população geral, ocorrendo em 5,6% dos homens e 6,2% das mulheres. A diferença nas taxas entre homens e mulheres neste estudo não considerada estatisticamente diferente.
Transtorno de personalidade borderline é estimado contribuir em 20 por cento das internações psiquiátricas e ocorrem entre 10 por cento dos pacientes ambulatoriais.

## História

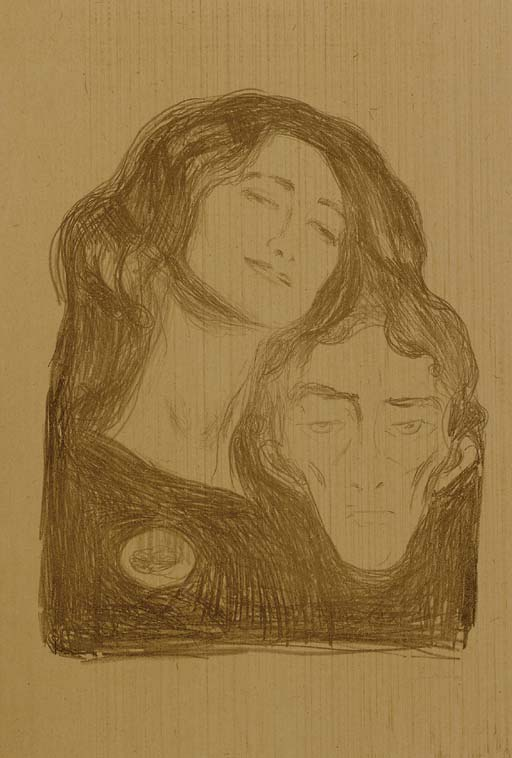
Desvalorização na Salomé (1903) de Edvard Munch. A idealização e a desvalorização dos outros nas relações pessoais são traços comuns no TPB. O pintor Edvard Munch retratou sua nova amiga, a violinista Eva Mudocci, de ambas as formas em poucos dias. Primeiro como "uma mulher vista por um homem apaixonado", depois como "uma Salomé sanguinária e canibal". Nos tempos modernos, Munch foi diagnosticado como tendo tido TPB.

A coexistência de intenso humor divergente dentro de um indivíduo foi reconhecido por Homero, Hipócrates e Areteu, o último descrevendo a presença hesitante de raiva impulsiva, melancolia e mania dentro de uma única pessoa. O conceito foi revivido pelo médico suíço Théophile Bonet em 1684, que usando o termo folie maniaco-mélancolique, descreveu o fenômeno dos humores instáveis que se seguiam em curso imprevisível. Outros escritores observaram o mesmo padrão, incluindo o psiquiatra norte-americano C. Hughes em 1884 e J. C. Rosse em 1890, que chamou o transtorno "insanidade limítrofe". Em 1921,  Kraepelin identificou uma "personalidade excitável" que se aproxima bastante das características borderline descritas no conceito atual de TPB.
O primeiro trabalho psicanalítico significativo a usar o termo borderline/limítrofe foi escrito por Adolf Stern em 1938.  Ele descreveu um grupo de pacientes portadores do que ele pensava ser uma forma leve de esquizofrenia, na fronteira entre a neurose e a psicose.
Os anos 1960 e 1970 viram uma mudança de pensamento sobre a condição borderline ser esquizofrenia e passou a ser considerada como um transtorno afetivo limítrofe (transtorno de humor), à margem do transtorno bipolar, ciclotimia e distimia. O DSM-II, sublinhando a intensidade e a variabilidade dos humores, chamou de "personalidade ciclotímica" (personalidade afetiva). Enquanto o termo "fronteira" estava evoluindo para se referir a uma categoria distinta de desordem, psicanalistas, como Otto Kernberg o estavam usando para se referir a um amplo espectro de questões, descrevendo um nível intermediário de organização da personalidade entre a neurose e psicose.
Depois que critérios padronizados foram desenvolvidos para distingui-lo de transtornos de humor de outros transtornos do Eixo I, o TPB tornou-se um diagnóstico de transtorno de personalidade em 1980, com a publicação do DSM-III. O diagnóstico foi distinguido da esquizofrenia sub-sindrômica que foi chamada de "transtorno de personalidade esquizotípica". O Eixo II do DSM-IV do Trabalho da Associação Americana de Psiquiatria finalmente decidiu sobre o nome "transtorno de personalidade borderline", que ainda está em uso pelo DSM-IV hoje. No entanto, o termo "limite" tem sido descrito como exclusivamente insuficiente para descrever os sintomas característicos desse transtorno.

### Etimologia
Versões anteriores do DSM – antes do sistema multiaxial – classificavam a maioria das pessoas com problemas de saúde mental em duas categorias: os psicóticos e os neuróticos. Os clínicos observaram uma classe de neuróticos que, em crise, pareciam oscilar na fronteira da psicose. O termo "transtorno de personalidade borderline" foi cunhado na psiquiatria americana na década de 1960, tornando-se o nome preferido em detrimento de outros, como "transtorno de caráter emocionalmente instável" e "esquizofrenia borderline", durante a década de 1970. O transtorno de personalidade borderline foi incluído no DSM-III (1980) apesar de não ser universalmente reconhecido como um diagnóstico válido.

## Controvérsias

### Credibilidade e validade dos depoimentos
A credibilidade de indivíduos com transtornos de personalidade vem sendo questionada desde, pelo menos, a década de 1960.:2 Duas preocupações são a incidência de episódios dissociativos entre pessoas com TPB e a crença de que mentir não é incomum nesses indivíduos.

#### Dissociação
Pesquisadores divergem quanto ao fato de a dissociação – ou uma sensação de desconexão emocional e experiências físicas – afetar a capacidade de pessoas com TPB de recordar detalhes de eventos passados. Um estudo de 1999 constatou que a especificidade da memória autobiográfica estava reduzida em pacientes com TPB. Os pesquisadores constataram que a diminuição na capacidade de recordar detalhes correlacionava-se com os níveis de dissociação dos pacientes, o que "pode ajudá-los a evitar informações episódicas que evoquem um afeto extremamente negativo".

### Gênero
Em clínicas, até 80 % dos pacientes são mulheres, embora isso possa não refletir a distribuição de gênero na população em geral. Segundo Joel Paris, a principal razão para a disparidade de gênero em ambientes clínicos é que as mulheres têm maior propensão a desenvolver sintomas que as levam a buscar ajuda. Estatísticas indicam que, na comunidade, o número de mulheres com depressão é o dobro do de homens. Em contrapartida, homens preenchem com mais frequência os critérios para transtornos por uso de substâncias e psicopatia, mas tendem a buscar tratamento com menos frequência. Ademais, homens e mulheres com sintomas semelhantes podem manifestá-los de formas distintas: homens frequentemente apresentam comportamentos como aumento do consumo de álcool e envolvimento em atividades criminosas, enquanto mulheres podem internalizar a raiva, levando à depressão e à automutilação, como cortes ou overdoses. Dessa forma, a diferença de gênero observada no transtorno de personalidade antissocial e no TPB – que podem compartilhar patologias subjacentes semelhantes, mas apresentar sintomas diferentes devido ao gênero – se explica por esses fatores. Em um estudo com indivíduos de 18 a 35 anos, 30 % dos suicídios foram atribuídos a pessoas com TPB, com a maioria dos casos entre homens e quase nenhum recebendo tratamento. Resultados semelhantes foram observados em outro estudo.
Em suma, os homens têm menos probabilidade de buscar ou aceitar tratamento adequado, são mais propensos a serem tratados por sintomas do TPB (como o uso de substâncias) em vez do próprio TPB – sintomas do TPB e do transtorno de personalidade antissocial possivelmente derivando de uma etiologia semelhante –, têm maior chance de acabar no sistema prisional devido a comportamentos criminosos e maior probabilidade de cometer suicídio antes do diagnóstico.
Entre os homens diagnosticados com TPB, há evidências de uma taxa de suicídio mais elevada: "os homens têm mais que o dobro de probabilidade que as mulheres – 18 por cento contra 8 por cento – de morrer por suicídio".
Também existem diferenças sexuais em traços de personalidade e na comorbidade dos Eixos I e II. Homens com TPB são mais propensos a usar substâncias de forma recreativa, a apresentar temper explosivo, altos níveis de busca por novidades e traços de personalidade, especialmente antissociais, narcisistas, passivo-agressivos ou sádicos (o TPB masculino é caracterizado por nuances antissociais). Já as mulheres com TPB têm maior probabilidade de apresentar transtornos alimentares, de humor, ansiedade e estresse pós-traumático.

### Comportamento manipulador
O comportamento manipulador para obter afeto é considerado, pelo DSM-IV-TR e por muitos profissionais de saúde mental, uma característica definidora do TPB. Em um estudo, 88 % dos terapeutas relataram ter experienciado tentativas de manipulação por parte de pacientes. Marsha Linehan argumenta que isso se baseia na suposição de que pessoas com TPB que expressam dor intensa ou se envolvem em automutilação e comportamento suicida o fazem com a intenção de influenciar o comportamento de outros. Assim, o impacto desse comportamento nos demais – frequentemente uma reação emocional intensa em amigos, familiares e terapeutas – seria a intenção da pessoa.
De acordo com Linehan, as frequentes expressões de dor intensa, automutilação ou comportamento suicida podem representar, na verdade, um método de regulação do humor ou um mecanismo de escape de situações insuportáveis, fazendo com que o comportamento considerado manipulador seja uma resposta involuntária e não intencional.
Um estudo identificou possíveis razões para a manipulação no TPB: identificar os sentimentos e reações alheias, uma função regulatória decorrente da insegurança, comunicar as próprias emoções para conectar-se com os outros ou sentir-se no controle – ou ainda para se "libertar" de relacionamentos ou compromissos.

### Estigma
As características do TPB incluem instabilidade emocional, relações interpessoais intensas e instáveis, necessidade de intimidade e medo de rejeição. Por isso, pessoas com TPB frequentemente despertam reações emocionais intensas em seu entorno. Termos pejorativos para descrevê-las, como "difícil", "resistente ao tratamento", "manipulador", "exigente" e "busca de atenção", são comuns e podem se tornar uma self-fulfilling prophecy, já que o tratamento negativo desses indivíduos pode desencadear mais comportamentos autodestrutivos.
Como o TPB pode ser um diagnóstico estigmatizante mesmo na comunidade de saúde mental, alguns sobreviventes de abuso na infância que recebem esse diagnóstico são retraumatizados pelas respostas negativas de profissionais de saúde. Um grupo defende que seria melhor diagnosticar esses indivíduos com transtorno de estresse pós-traumático, reconhecendo o impacto do abuso em seu comportamento.[carece de fontes?] Críticos desse diagnóstico argumentam que ele medicaliza o abuso em vez de abordar suas causas fundamentais na sociedade. Independentemente disso, um diagnóstico de TEPT não abrange todos os aspectos do transtorno (ver anormalidades cerebrais e terminologia).

#### Violência física
O estigma em torno do TPB inclui a crença de que pessoas com esse transtorno são propensas à violência contra os outros. Embora filmes e mídias sensacionalizem frequentemente essas pessoas retratando-as como violentas, a maioria dos pesquisadores concorda que indivíduos com TPB dificilmente causam danos físicos a terceiros. Mesmo que frequentemente lutem com episódios de raiva intensa, uma característica definidora do TPB é que essa raiva é dirigida para si mesmos.
Um estudo de 2020 encontrou que o TPB está associado, individualmente, a formas psicológicas, físicas e sexuais de violência entre parceiros íntimos (VPI), especialmente entre homens. No que diz respeito aos traços do AMPD, a hostilidade (afetividade negativa), a desconfiança (afetividade negativa) e a propensão ao risco (desinibição) foram os mais fortemente associados à prática de VPI na amostra total.
Além disso, adultos com TPB frequentemente sofreram abuso na infância, fazendo com que muitos adotem uma política de "tolerância zero" em relação à manifestação de raiva. Essa aversão extrema à violência pode levar a uma compensação excessiva, dificultando a assertividade e a expressão de necessidades. Por essa razão, pessoas com TPB costumam optar por se autolesionar em vez de causar danos a outros.

#### Profissionais de saúde mental
Pessoas com TPB são consideradas um dos grupos de pacientes mais desafiadores para trabalhar em terapia, exigindo alto nível de habilidade e treinamento dos psiquiatras, terapeutas e enfermeiros envolvidos em seu tratamento. A maioria dos profissionais relata que indivíduos com TPB são de dificuldade moderada a extrema, mais difíceis do que outros grupos de pacientes. Essa visão negativa pode resultar em interrupção precoce do tratamento, oferta de terapias prejudiciais, falta de informação sobre o diagnóstico ou mesmo diagnósticos equivocados. A atitude dos profissionais de saúde contribui para o estigma do diagnóstico de TPB, podendo perpetuar suas características. Esforços para melhorar as atitudes públicas e dos profissionais estão em andamento.
Na teoria psicanalítica, a estigmatização entre os profissionais de saúde pode refletir a contratransferência (quando o terapeuta projeta seus sentimentos sobre o paciente). Essa contratransferência inadvertida pode levar a respostas clínicas inadequadas, como uso excessivo de medicação, práticas parentais inapropriadas e aplicação punitiva de limites e interpretações.
Alguns pacientes consideram o diagnóstico útil, pois lhes permite compreender que não estão sozinhos e se conectar com outros que desenvolveram mecanismos de enfrentamento. Outros, porém, veem o termo "transtorno de personalidade borderline" como um pejorative rótulo em vez de um diagnóstico informativo, relatando que seu comportamento autodestrutivo é erroneamente interpretado como manipulador e que o estigma limita o acesso aos cuidados de saúde. De fato, profissionais de saúde frequentemente se recusam a prestar serviços a pacientes diagnosticados com TPB.

### Terminologia
Devido às preocupações com o estigma e à mudança em relação à base teórica original do termo (ver história), há um debate contínuo sobre renomear o transtorno de personalidade borderline. Enquanto alguns clínicos aceitam o nome atual, outros argumentam que ele deve ser alterado, pois muitos diagnosticados com TPB consideram o nome inútil, estigmatizante ou impreciso. Valerie Porr, presidente da Treatment and Research Advancements Association for Personality Disorders, afirma que "o nome TPB é confuso, não transmite informações relevantes ou descritivas e reforça o estigma existente".
Sugestões alternativas incluem transtorno de regulação emocional ou transtorno de desregulação emocional. Transtorno de impulsividade e transtorno regulatório interpessoal são outras alternativas válidas, segundo John G. Gunderson do McLean Hospital nos Estados Unidos. Outra sugestão, feita pela psiquiatra Carolyn Quadrio, é desorganização da personalidade pós-traumática (PTPD), refletindo a condição como, frequentemente, tanto uma forma de TEPT crônico quanto um transtorno de personalidade. Contudo, embora muitos com TPB tenham histórias traumáticas, alguns não relatam nenhum evento traumático, o que indica que o TPB não é necessariamente um transtorno do espectro do trauma.
A Treatment and Research Advancements National Association for Personality Disorders (TARA-APD) defendeu, sem sucesso, a mudança do nome e da designação do TPB no DSM-5, publicado em maio de 2013, no qual o termo "transtorno de personalidade borderline" permaneceu inalterado e não foi classificado como transtorno relacionado ao trauma e aos estressores.